# Kalinyingrád
Kalinyingrád (oroszul: Калинингра́д, IPA: [kəlʲɪnʲɪnˈɡrat]), 1946 előtt Königsberg (lengyelül: Królewiec, litvánul: Karaliaučius) balti-tengeri kikötőváros, Oroszország exklávéjának, a Lengyelország és Litvánia között található Kalinyingrádi területnek (oroszul Калинингра́дская о́бласть, Kalinyingrádszkaja oblaszty) a székhelye. A Prégel (oroszul Прего́ля – Prególja; németül Pregel) folyó, valamint a Visztula-lagúna (oroszul Калининградский залив – Kalinyingradskíj Zaliv; németül Frisches Haff; lengyelül Zalew Wiślany) partjain fekvő, a 2020-as népszámlálás alapján 489 359 főnyi lakosságú város Oroszország legnyugatabbra fekvő, illetve (Riga és Vilnius után) a Balti-térség harmadik, a Balti-tenger mentének hetedik legnépesebb városa.
A Német Lovagrend által 1255-ben egy Twangste elnevezésű porosz település helyén Königsberg néven alapított egykori német város a lovagrendi állam, majd a Porosz Hercegség fővárosaként, később a porosz királyok koronázóvárosaként, a Porosz Királyság fővárosának Berlinbe való 1701-es áthelyezése után pedig Kelet-Poroszország tartományi székhelyeként szolgált. Königsberg a Német Császárság 1871-ben történt alapításától 1945-ig a legkeletebbre fekvő német nagyvárosnak számított, amely a Kelet-Poroszországot a Németország többi részétől területileg elválasztó 1920-as versailles-i békeszerződés után is meg tudta tartani az országon belüli fontos kulturális, gazdasági és közlekedési szerepét. A második világháború alatti szövetséges légitámadások és az 1945-ös königsbergi csata során szinte teljesen elpusztított, majd a Vörös Hadsereg által elfoglalt várost a potsdami konferencia értelmében Kelet-Poroszország északi felével együtt a Szovjetunió 1945-ben de facto annektálta. Az Oroszországi SZSZSZK egy kerületének székhelyeként a város 1946-ban az ugyanabban az évben elhunyt Mihail Ivanovics Kalinyin szovjet politikus után lett átnevezve. A háborút a város romjai közt túlélő német lakosság teljes egészét 1947-ben Sztálin parancsára erőszakkal elűzték, helyükbe a Szovjetunió más területéről főleg orosz ajkú lakosokat telepítettek be. A szovjet vezetés igyekezett a város német múltjára utaló minden emléket elpusztítani, melyekben a porosz militarizmus gyökerét vélte látni. A szovjet haditengerészet melegtengeri kikötőjének otthont adó Kalinyingrád az azt körülölelő körzettel együtt a Szovjetunió felbomlásáig katonailag zárt övezet volt. A Szovjetunió felbomlása, majd az önállóvá vált Litvánia az Európai Unióhoz való, 2005-ös csatlakozása óta a Kalinyingrádi terület Oroszország kizárólagosan az EU által határolt exklávéja, amely az anyaországból közvetlenül csak tengeri és légi úton közelíthető meg.
Az 1544-ben alapított Albertina Egyetemnek (Albertus-Universität zu Königsberg) is otthont adó egykori Hanzaváros kiemelkedő jelentőséggel bírt a német kultúra és történelem számára. A városban élt és alkotott többek között Immanuel Kant, E. T. A. Hoffmann, Hannah Arendt, Käthe Kollwitz és Simon Dach. A 13. és 20. század között többségileg német ajkú város ugyanakkor fontos hatással volt a litván és lengyel kulturális fejlődésre is: 1547-ben Königsbergben jelent meg az első litván nyelven nyomtatott könyv, valamint 1551-ben az Új Testamentum első lengyel nyelvű fordítása is.
A mai Kalinyingrád az Orosz Haditengerészet balti-tengeri flottájának bázisaként, valamint jelentős gazdasági és kulturális központként stratégiai szerepet tölt be Oroszország számára. 1996 óta a teljes Kalinyingrádi terület Jantar (oroszul Янтарь, jelentése borostyán) néven egyike Oroszország 18 különleges gazdasági övezetének. A város az elmúlt két évtizedben oroszországi belső migráció 6 legvonzóbb nagyvárosának egyikévé nőtte ki magát. A dinamikusan növekedő, mára már 800 ezres lakosságú kalinyingrádi agglomeráció központja 2018-ban az Oroszország által rendezett FIFA labdarúgó-világbajnokság egyik helyszínéül is szolgált.

## Fekvése

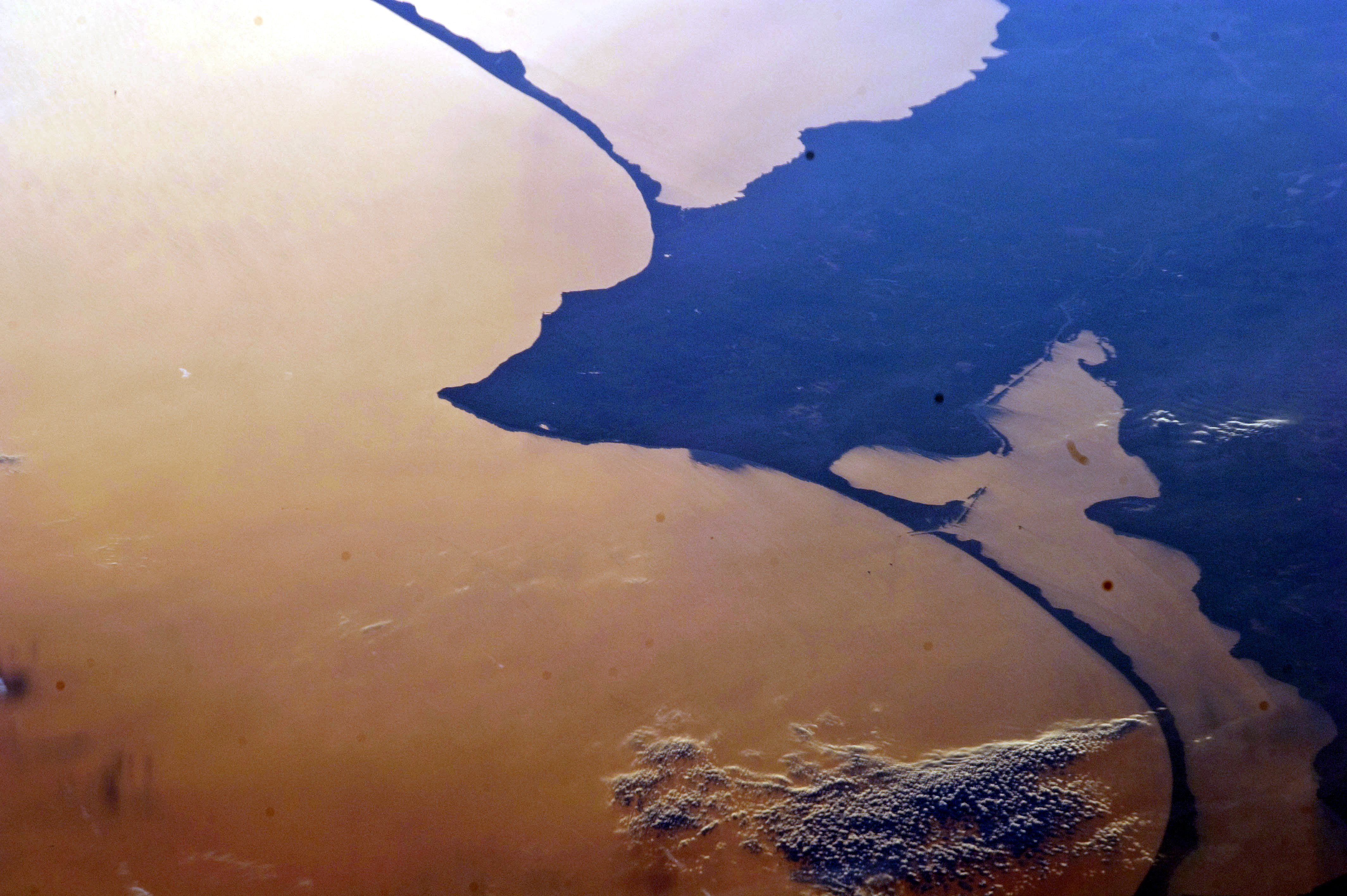
Kalinyingrád a Prégel folyó torkolatvidékén

Kalinyingrád az édesvizű Visztula-lagúnába (oroszul Калининградский залив – Kalinyingradszkíj zaliv; németül Frisches Haff; lengyelül Zalew Wiślany) torkoló Prégel (oroszul Прего́ля – Prególja; németül Pregel, litvánul Prieglius) folyó mindkét partján fekszik. A Baltijszki-csatorna (korábban Pillaui-csatorna, oroszul Балтийский пролив – Baltijszkij proliv, németül Pillauer Tief) révén a város közvetlen kijárattal rendelkezik a Gdański-öbölre, illetve a Balti-tengerre. Az egy 1510-ben dúló heves tengeri vihar eredményeként kialakult csatorna a Szambiai-félszigetet (oroszul Самбийский полуостров – Szambijszkij poluosztrov, németül Samland) választja el a Visztula-földnyelvtől (oroszul Балтийская коса – Baltijszkaja kosza, németül Frische Nehrung, lengyelül Mierzeja Wiślana). A Szambia (vagy Számföld, németül Samland vagy Preußisches Paradies, oroszul Земланд – Zjemland) és Natangia (németül Natangen, oroszul Натангия – Natangija) történelmi vidékek határán fekvő város eredetileg hét halomra és a Prégel folyó két ága által közrefogott Kneiphof szigetre (németül Kneiphof, oroszul Кнайпхоф – Knajphof vagy újonnan остров Канта – osztrov Kanta, "Kant sziget") épült.
Kalinyingrád légvonalbeli távolsága Moszkvától 1080 km, Szentpétervártól 826 km, Berlintől 583 km, Rigától 335 km, Vilniustól 305 km, Gdańsktól 148 km.

### Vizei

Alsó-tó (20. sz. vége)

#### Prégel-ágak
A város meghatározó eleme a Prégel folyó, melynek két ága, az északi Új Prégel (oroszul Новая Преголя – Novaja Pregolja, németül Neuer Pregel vagy samländischer Pregel) és a déli Öreg Prégel (oroszul Старая Преголя – Sztaraja Pregolja, németül Alter Pregel vagy natangischer Pregel), melyek a Kneiphof/Kant sziget után egyesülnek egy ággá és érik el Kaninyingrád után a Visztula-lagúnát. A Második világháború előtt az Öreg Prégel utolsó, a Kneiphof nyugati felét határoló rövid szakaszát Hundegatt [de] néven ismerték.

#### Tavak
A városképet szintén nagyban meghatározza a két nagyméretű, még a Német Lovagrend idejéből származó mesterséges (egykori halas-) tó, a belvárosig benyúló Alsó-tó (egykori Kastély-tó, németül Schloßteich [de], oroszul Нижний пруд – Nyizsnyij prud vagy Замковый пруд – Zamkovij prud) és az északi külvárosok képét meghatározó Felső-tó (németül Oberteich, oroszul Ве́рхний пруд – Vérhnij prud). A Felső-tó az Alsó-tóba, onnan a kanalizált Katzbach patakon át a Prégelbe ömlik. A két tó, különösképpen a központibb fekvésű Alsó-tó fontos szerepet töltött be különösen a Második világháború előtti idők társadalmi életében. Az akkori Schloßteich partjait előkelő promenádok, sörteraszok, kávézók és nagy füvesített rétek szegélyezték, számos egyetemi diákszervezet és evezőklub rendelkezett itt klubházakkal. A háborúban a tópart majdnem minden épülete megsemmisült, a társadalmi és sportélet nem éledt újjá. Mindkét tó ma erősen szennyezett.

## Éghajlat
| Hónap                                       | Jan.  | Feb.  | Már.  | Ápr. | Máj. | Jún. | Júl. | Aug. | Szep. | Okt.  | Nov.  | Dec.  | Év    |
| ------------------------------------------- | ----- | ----- | ----- | ---- | ---- | ---- | ---- | ---- | ----- | ----- | ----- | ----- | ----- |
| Rekord max. hőmérséklet (°C)                | 12,7  | 15,6  | 23,0  | 28,5 | 30,6 | 34,0 | 36,3 | 36,5 | 33,8  | 26,4  | 19,4  | 13,3  | 36,5  |
| Átlagos max. hőmérséklet (°C)               | 0,7   | 1,5   | 5,6   | 12,3 | 18,0 | 20,5 | 23,0 | 22,6 | 17,6  | 12,1  | 5,6   | 1,9   | 11,8  |
| Átlagos min. hőmérséklet (°C)               | −3,9  | −3,6  | −1,1  | 2,9  | 7,4  | 10,9 | 13,6 | 13,1 | 9,2   | 5,2   | 1,1   | −2,5  | 4,4   |
| Rekord min. hőmérséklet (°C)                | −32,5 | −33,3 | −21,7 | −5,8 | −3,1 | 0,7  | 4,5  | 1,6  | −2,0  | −11,2 | −18,7 | −25,6 | −33,3 |
| Átl. csapadékmennyiség (mm)                 | 68    | 49    | 52    | 36   | 54   | 79   | 77   | 97   | 74    | 82    | 83    | 73    | 824   |
| Havi napsütéses órák száma                  | 35    | 61    | 120   | 171  | 253  | 264  | 257  | 228  | 158   | 96    | 38    | 26    | 1707  |
| Forrás: Pogoda.ru.net, NOAA (sun 1961–1990) |       |       |       |      |      |      |      |      |       |       |       |       |       |

## A város nevei
Az 1255-ös lovagrendi alapítás óta a város a legtöbb európai nyelvben az eredeti német Königsberg név valamely formájában vagy tükörfordításában volt ismert. A német név szó szerinti jelentése "királyhegy" vagy a "király hegye", mely II. Ottokár cseh király emlékét hivatott őrizni. Német nyelvhasználatban a város hivatalos neve 1936-ig Königsberg i. Pr. (a Königsberg in Preußen, azaz az ország más Königsberg nevű városaitól megkülönböztetésül a 'poroszországi Königsberg' név rövidítése), 1945-ig Königsberg (Pr.). A szovjet ostrom után 1945 és 1946 között rövid ideig a város eredeti német nevének oroszosított formája Кёнигсберг [Kjonyigszberg] maradt használatban.
Mai német nyelvhasználatban, illetve számos európai nyelvben a város 1946 előtti neve már csak történelmi értelemben az 1946-ig fennálló németajkú porosz város (pl. a königsbergi hidak problémája) vagy azzal kapcsolatos, sokszor kulináris vívmanyok (pl. Königsberger Klopse – egy porosz húsgolyó-specialitás) megnevezésekor használatos.

| nyelv                              | név                                              | kiejtés                  | megjegyzés                                                    |
| ---------------------------------- | ------------------------------------------------ | ------------------------ | ------------------------------------------------------------- |
| alsó-poroszországi német dialektus | Königsbarg Keunigsbarg                           | kʰeˑnɪçsba͡ɐç             | az egykori német lakosság nyelvjárása                         |
| balti porosz                       | Kunnegsbargs                                     |                          | A város helyén eredetileg álló porosz erőd neve Twangste volt |
| cseh                               | Královec                                         |                          |                                                               |
| francia                            | Kœnigsberg                                       |                          |                                                               |
| holland                            | Koningsbergen                                    |                          |                                                               |
| jiddis                             | קעניגסבערג                                       | Kenigsberg               |                                                               |
| latin                              | Regiomontium (Prussorum), Mons Regius (Borussiæ) |                          |                                                               |
| lengyel                            | Królewiec                                        |                          |                                                               |
| lett                               | Kēnigsberga, Karaļauči                           |                          |                                                               |
| litván                             | Karaliaučius                                     |                          | a mai napig használatos, szó szerinti jelentése "Királyváros" |
| német                              | Königsberg Königsberg i. Pr. Königsberg (Pr.)    | ˈkøːnɪçsˌbɛʁk            | a város 1946 előtti hivatalos nevei                           |
| orosz                              | Кёнигсберг, Королевец                            | Kjonyigszberg, Korolevec | Кёнигсберг 1945-46 között a város hivatalos szovjet neve      |

Az 1945-ös szovjet világháborús győzelem után egy évvel, 1946-ban a város hivatalosan az ugyanabban az évben elhunyt szovjet államfő, Mihail Ivanovics Kalinyin után Königsbergről Kalinyingrádra lett átnevezve. A német lakosság elűzése és az szovjet lakosság betelepítése következtében az orosz nyelv felváltotta az addig használatos német nyelvet a közigazgatás és a közélet minden területén.
Míg az 1990-es években számos a szovjet időkben kommunista vezetők emlékére átnevezett város nyerte vissza eredeti nevét (a legeklatánsabb példa Leningrád visszanevezése Szentpétervárra), Kalinyingrád a változás után is megtartotta szovjet elnevezését. Ugyan Kalinyingrádban is már röviddel a Szovjetunió felbomlása után társadalmi kezdeményezésre vita kezdett kialakulni a város visszanevezéséről, a porosz-német múlthoz való viszony azonban a mai napig érzékeny téma mind a lakosság, mind az orosz politikai vezetés számára. Ennek ellenére a város régi német neve egyre nagyobb gyakorisággal használatos mind a helyi médiában (pl. Новый Кёнигсберг – Novij Kjonigsberg – egy helyi gazdasági lap neve) illetve a kereskedelemben (pl. Königsberg Bier – egy helyi sörmárka, Königsbäcker – egy pékség neve), sőt még helyi rendszámtáblákon is gyakran megjelenik. A lakosság körében egyre elterjedtebb a város Кёниг / Кениг – Kjonig / Kenig szóval való becéző, köznyelvi elnevezése.

| nyelv             | név                           | kiejtés                       | megjegyzés                                                                                  |
| ----------------- | ----------------------------- | ----------------------------- | ------------------------------------------------------------------------------------------- |
| fehérorosz, ukrán | Калінінград                   | Kalinyinhrad                  |                                                                                             |
| lengyel           | Kaliningrad 2023-ig Królewiec |                               | 2023-tól a hivatalos lengyel neve Królewiec.                                                |
| lett              | Kaļiņingrada                  |                               |                                                                                             |
| litván            | Kaliningradas Karaliaučius    |                               |                                                                                             |
| német             | Kaliningrad                   | kaliːniːnɡʀaːt                | csak az 1946 utáni szovjet/orosz város megnevezésekor                                       |
| orosz             | Калинингра́д (Кёниг)           | Kalinyingrád (Kenyig/Kjonyig) | a helyi orosz szlengben egyre elterjedteb az egykori német név rövidített, becézett formája |

## Története

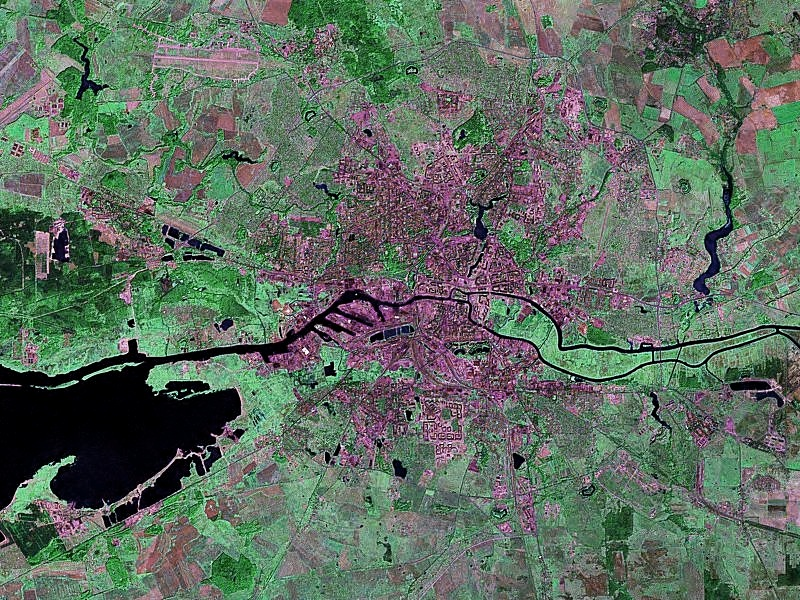
Kalinyingrád űrfelvételen

Königsberget („A király hegye”) 1255-ben teuton lovagok alapították, amikor meghódították Ó-Poroszországot. II. Ottokár cseh király tiszteletére nevezték el, aki segítette a rendet a kereszténység terjesztésében, melyet északi keresztes hadjáratnak neveztek. Évtizedek alatt a teuton rend, különböző nyugat-európai királyok segítségével, meghódította a balti poroszokat, és gyarmatosította a területet. A megmaradt kis népességet germanizálták és asszimilálták. Ennek ellenére a balti porosz nyelv a 18. századig fennmaradt.
Königsberg volt Szambiának, a négy egyházkerület egyikének a fővárosa, melyre Poroszországot 1243-ban felosztotta Modénai Vilmos pápai legátus. Prágai Adalbert lett a védőszentje a königsbergi székesegyháznak. Königsberg a Hanza-szövetség tagja lett, a történeti Poroszország, a Porosz provincia és Litvánia fontos kikötője.
A Rend és a Lengyel Korona közötti tizenhárom éves háború eredményeként a lovagok államának mérete lecsökkent 1466-ban a későbbi Poroszország méretére, és a Lengyel Korona fennhatósága alá került.
1525 óta a herceg székhelye, 1701-től pedig a porosz királyé. 1544-ben alapították az első evangélikus egyetemet Albertina néven. 1618-ban János Zsigmond brandenburgi választófejedelem örökölte a porosz hercegi címet.
1701. január 18-án III. Frigyes brandenburgi választófejedelmet megkoronázták az altstadti katedrálisban. Ekkor vette fel a porosz királyi címet. 1724-ben egyesült Löbenicht, Altstadt, Kneiphof Königsberg néven. A város ekkor lett Kelet-Poroszország fővárosa. 1764-ben, 1769-ben, 1775-ben tűzvész pusztított a városban. 1807. június 16-án a francia fegyveres erők Nicolas-Jean de Dieu Soult Königsberg tábornok alatt megszállta a várost. 1860-ban építették meg a várost Berlinnel összekötő vasútvonalat.
1920-ban tartotta meg Friedrich Ebert birodalmi elnök az első keleti vásárt. 1919-ben Königsberg-Devauban adták át a Hans Hopp tervezte első németországi, polgári repülőteret. 1945 decemberében a második világháború előtti lakosság 12%-a maradt életben.
A világháború után az 1945-ös potsdami megállapodás ideiglenesen a szovjet igazgatás alá helyezte.
1946-ban nevezték át a város nevét Kalinyingrádra, az orosz forradalmár, Mihail Ivanovics Kalinyin neve után. 1947-ben aláírták a párizsi békét, amelynek értelmében a város és a vidéke a Szovjetunió része lett. Ez év októberében kezdte el Sztálin kitelepíteni a németeket a városból, hogy oroszokat telepítsen a helyükre.
1991-ben a Szovjetunió felbomlásával a város az Oroszországi Föderáció része lett. A három balti állam függetlenségével elzáródott az út az anyaország és Kalinyingrád között. Ezt a problémát különböző egyezményekkel oldották meg.
2005-ben ünnepelték a város alapításának 750. évfordulóját.

## Gazdaság
A város ipari és gazdasági központ. A bútorgyártás, vegyipar és gépgyártás fejlett Kalinyingrádban. A halfeldolgozás is kiemelkedő.
A területen atomerőmű felépítését tervezik, összesen 2 db, egyenként 150 MW-os atomreaktorral – a termelt áramot európai exportra szánják.

## Közigazgatási beosztás

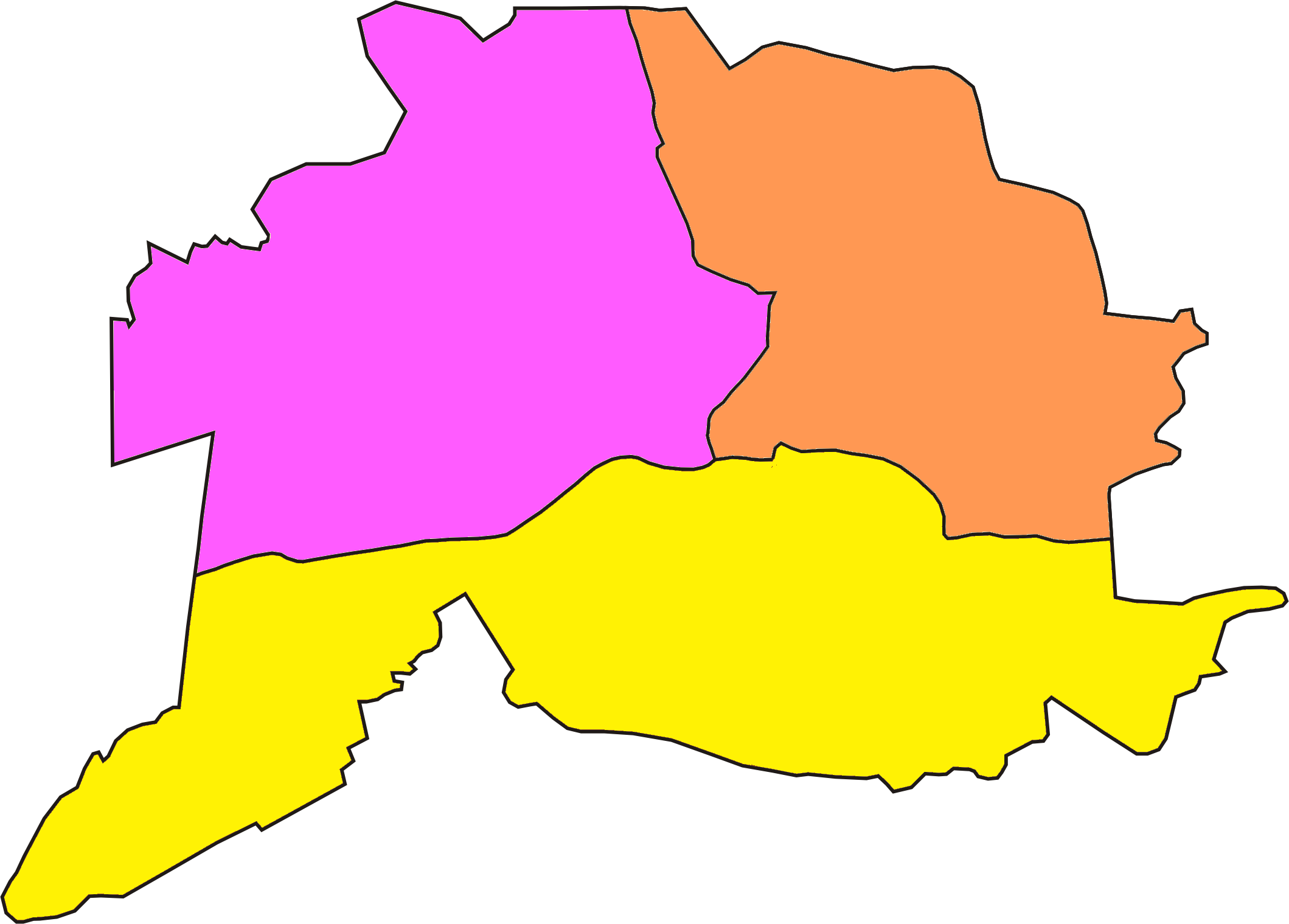
Kalinyingrád mai rajonjai – narancssárga: Leningrádszkij, pink: Centralnij, sárga: Moszkovszkij

Kalinyingrád mai közigazgatási beosztásának alapjait a várost 1945 áprilisában elfoglaló Vörös Hadsereg Harmadik Belarusz Frontja fektette le azáltal, hogy a königsbergi csata soránt bevett várost 5 katonai körzetre osztotta. A hadműveletek befejeztével a Harmadik Belarusz Front 1945 májusától a város nyolc, nevek hiányában számokkal jelölt katonai körzetre lett felosztva melyeknek élén egy-egy szovjet katonai parancsnok állt; a körzeteket alkotó szekciók élén helyi német elöljárók álltak. 1946 áprilisában a katonai közigazgatást felváltotta a civil adminisztráció, amely a várost 1947-ben négy, majd 1952-ben öt kerületre (oroszul район – rajon) osztotta fel. A mai város területe 2009 óta három kerületből áll, melyek megtartották szovjet elnevezésüket:
| kerület | orosz név     | lakosságszám | megjegyzés                                                                |
| --- | ------------- | ------------ | ------------------------------------------------------------------------- |
| Moszkovszkij | Московский    | 152,165      | Az orosz főváros Moszkva után                                             |
| Leningrádszkij | Ленинградский | 159,771      | Az egykori Leningrád, a mai Szentpétervár után                            |
| Centralnij | Центральный   | 119,966      | A történelmi óvárostól északnyugatra fekvő "központi" kerület             |
| Kalinyingrád 2009-ig további kerülettel rendelkezett, amelyeket azonban beolvasztottak a fennmaradó három kerület valamelyikébe: |               |              |                                                                           |
| Baltijszkij | Балтийский    | 68,664       | A Balti-tenger után                                                       |
| Oktyabrszkij | Октябрьский   | 43,252       | Az 1917-es októberi orosz forradalom után, korábbi nevén Sztalingrádszkij |

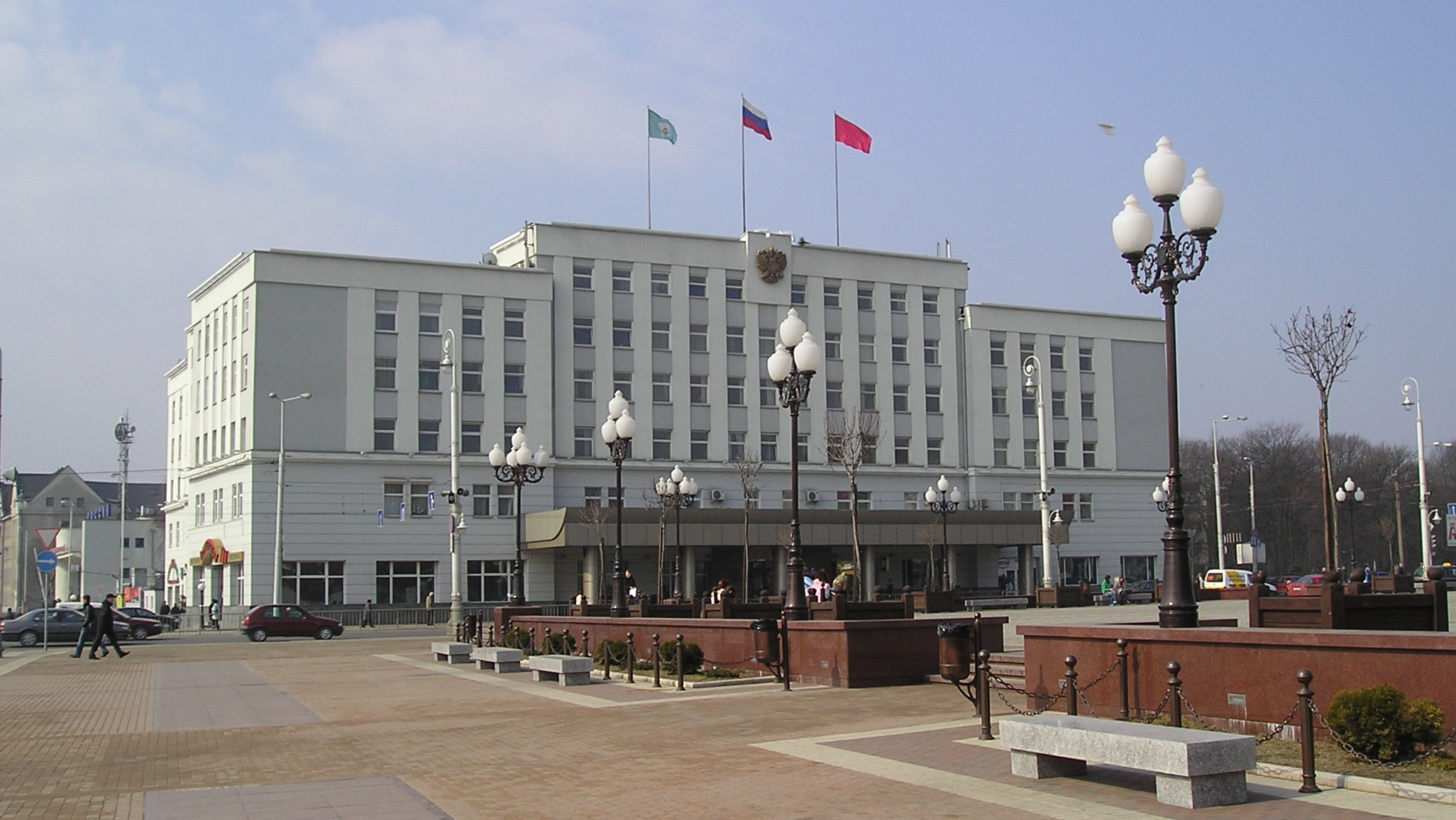
A kalinyingrádi Városháza a Győzelem tere felől

A város a Szovjetunió által történt annexiója után Königberg romjaival együtt eltűnt annak minden a múltra vonatkozó elnevezése is. Königsberg egykori német nyelvű helységneveiből csak nagyon kevés maradt fenn a mai kalinyingrádi lakosság nyelvhasználatában.
Az 1946 utáni kalinyingrádi városvezetés megtartotta székhelyéül az egykori Stadthaus-t. A később a szocialista realizmus stílusban átépített épület a mai napig is Kalinyingrád városházájaként (oroszul Здание мэрии Калининграда – Zdanyje merij Kalinyingráda) [de] szolgál. Mivel a város kerületei csupán területi és adminisztrációs feladatokat látnak el és nem önkormányzatként funkcionálnak, nem rendelkeznek a hajdani königsbergi városrészek városházáihoz hasonló struktúrákkal.

## Lakosság
| Év                | Lakosság (fő) |
| ----------------- | ------------- |
| 1400              | 10 000        |
| 1663              | 40 000        |
| 1708              | 40 600        |
| 1711              | 30 000        |
| 1813              | 48 729        |
| 1819. december 1. | 63 869        |
| 1825. december 1. | 67 125        |
| 1831. december 1. | 67 580        |
| 1837. december 1. | 69 600        |
| 1840. december 1. | 70 839        |
| 1846. december 3. | 75 234        |
| 1852. december 3. | 79 887        |
| 1855. december 3. | 83 593        |

| Év                | Lakosság (fő) |
| ----------------- | ------------- |
| 1858. december 1. | 87 267        |
| 1864. december 3. | 101 500       |
| 1871. december 1. | 112 092       |
| 1875. december 1. | 122 636       |
| 1880. december 1. | 140 909       |
| 1885. december 1. | 151 151       |
| 1890. december 2. | 161 666       |
| 1895. december 2. | 172 796       |
| 1900. december 1. | 189 483       |
| 1905. december 1. | 223 770       |
| 1910. december 1. | 245 994       |
| 1916. december 1. | 229 007       |
| 1917. december 5. | 224 758       |

| Év                 | Lakosság (fő) |
| ------------------ | ------------- |
| 1919. október 8.   | 260 895       |
| 1925. június 16.   | 279 926       |
| 1933. június 16.   | 315 794       |
| 1939. május 17.    | 372 164       |
| 1945. június 30.   | 73 000        |
| 1956. december 31. | 188 000       |
| 1959. január 15.   | 204 000       |
| 1970. január 15.   | 296 962       |
| 1979. január 17.   | 354 788       |
| 1989. január 12.   | 401 280       |
| 2002. október 9.   | 430 003       |
| 2005. január 1.    | 434 954       |
| 2016               | 459 560       |

## Városkép

Kalinyingrád panorámája a königsbergi dóm romjaival

A Második világháború előtt sűrűn beépített Königsberggel ellentétben Kalinyingrád központi területeit ma parkok, széles sugárutak és beépítetlen szabad területek jellemzik. Az egykori vár és az altstadti óváros helyén például ma csak egy központi tér és a 2024-ben lebontott egykori "Szovjetek Háza" épület helye található, a hajdani Kneiphof szigetének épületeiből csupán a königsbergi dóm épülete maradt fent, a terület többi része parkosított. Az elbontott óvárosi épületállomány helyén ma az 1950-es években épült ún. hruscsovkák, illetve később emelt többemeletes panelházak, szocreál stílusú középületek, helyenként pedig a rendszerváltás után megjelenő modern rezidenciális beépítések dominálnak. A háború előtti városkép ma már csak az egykori külvárosok villanegyedeiben maradt fenn, melyek átvészelték mind a harcokat, mind a szovjet idők a város német múltját eltüntetni igyekvő városépítészeti törekvéseit.    

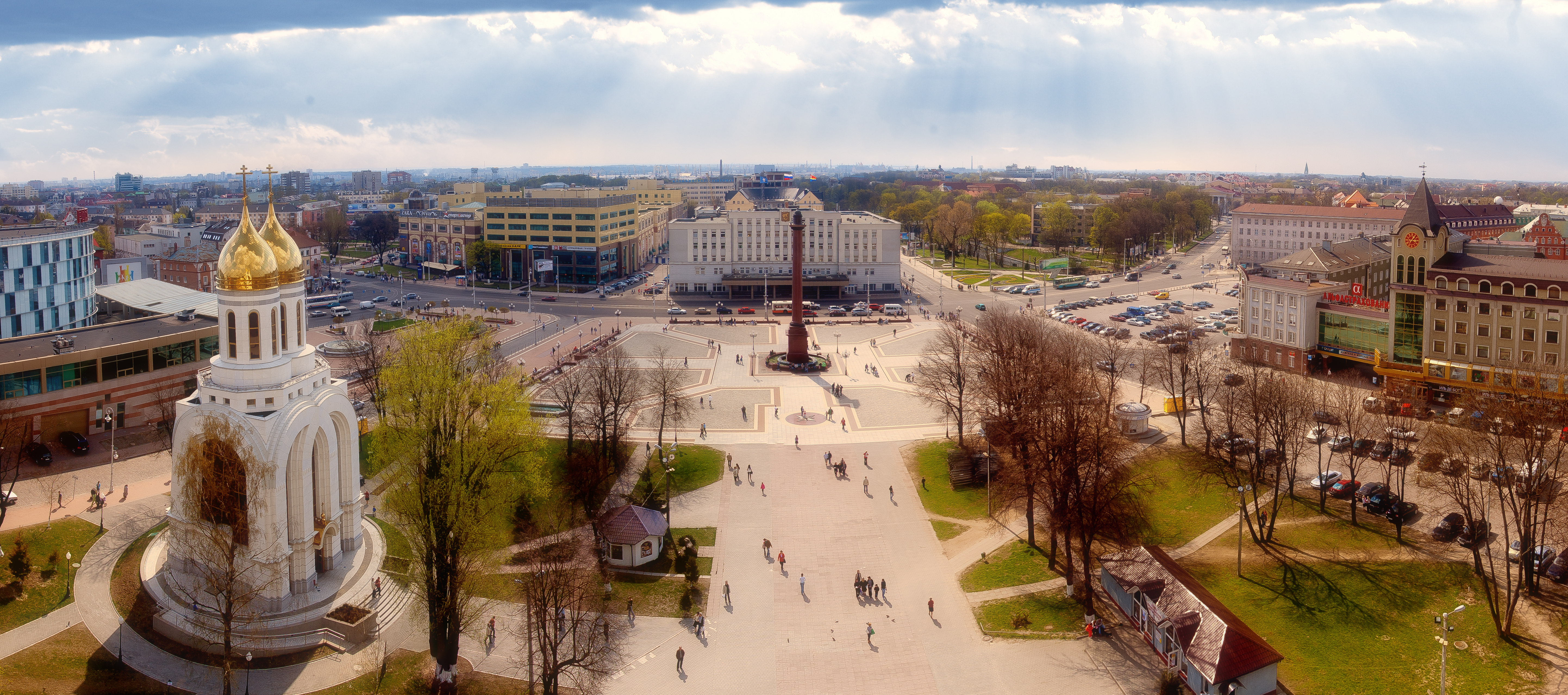
A Győzelem tere az ortodox katedrális tornyából, középen a Városháza

A háború utáni Kalinyingrád központja az egykori óváros/belváros helyett annak északnyugati szegletében, a mai Győzelem terén (az egykori Hansa-, majd Adolf-Hitler-Platzon) került kialakításra, itt fut össze négy a város hét meghatározó szovjet sugárútjából (a Béke, a Gárdisták, a Lenin és a Tanács proszpektek), itt épült fel 2006-ban a város ortodox katedrálisa, a Megváltó Krisztus-székesegyház, illetve egy márvány diadaloszlop. 

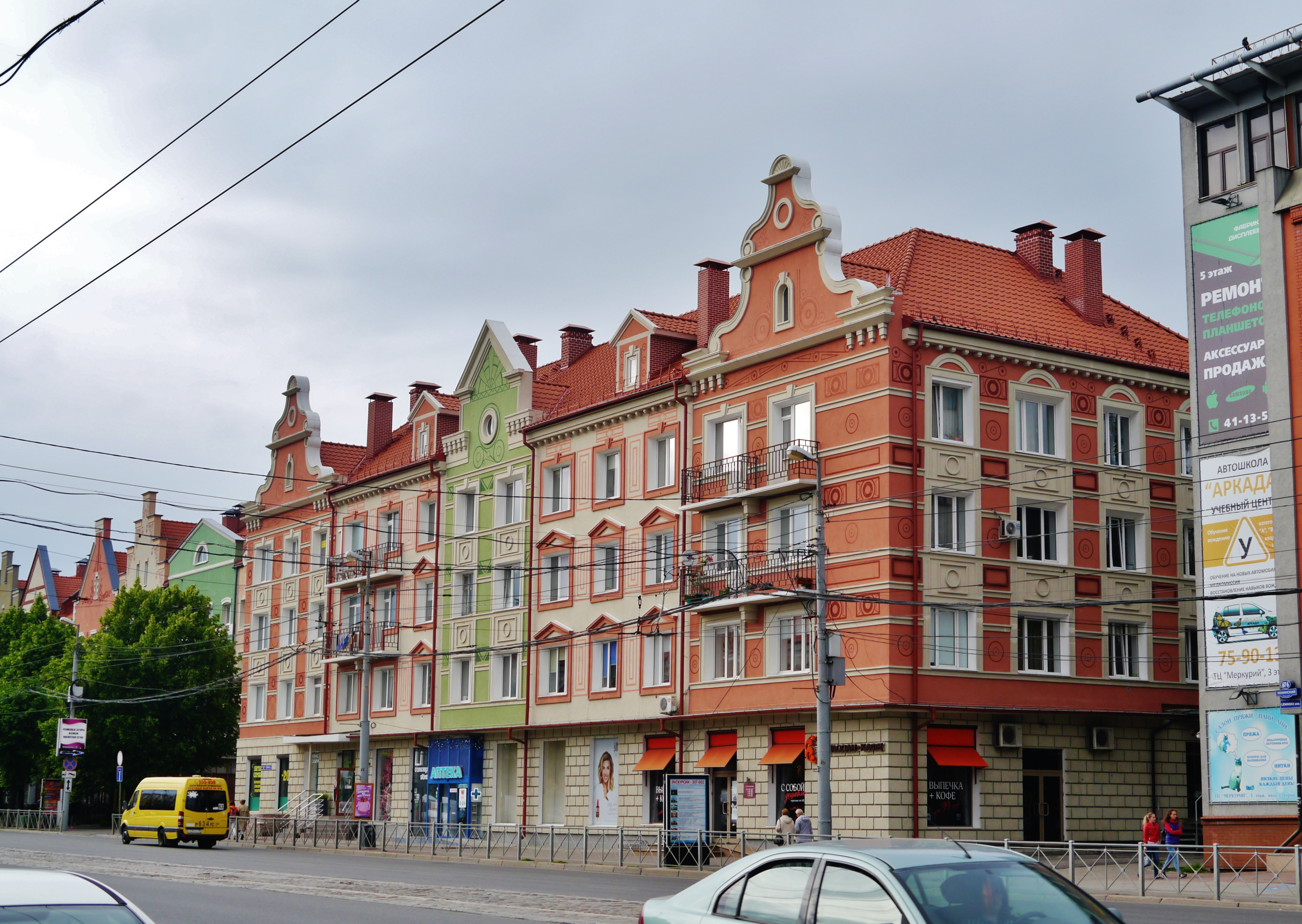
Németes stílusban renovált hruscsovkák a Lenin sugárúton

A rendszerváltást illetve a Kalinyingrádi terület exklávévá válását követő időszakban végbemenő szemléletváltás következtében a város lakossága ma már inkább nosztalgiával és büszkeséggel tekint a város német múltjára. Eme szemléletváltás városképileg meghatározó megnyilvánulásai közé tartozik számos német épület, pl. a Dóm vagy a városkapuk felújítása; lerombolt épületek eredeti formában történő újjáépítése (pl. az Új Zsinagóga); a (vélt) "német"/"porosz" építészetet megidéző modern beruházások megjelenése (pl. a Halászfalu); avagy egyszerű, szovjet érabeli épületek "németes stílusban" történő felújításai (pl. a Lenin sugárút hruscsovkáinak 2018-ban oromzatokkal és németes díszítésekkel való renoválása).

| név                 | orosz név                                    | megjegyzés | kép |
| ------------------- | -------------------------------------------- | --- | --- |
| Béke sugárútja      | Проспект Мира Proszpekt Mira                 | Az egykori Hufenallee és Hammerweg helyén kiépített proszpekt a sztálinizmus idején Kalinyingrád tulajdonképpeni főútjaként szolgált. Az 50-es években elkezdődött városépítészeti munkálatok célja egy építészetileg homogén, sztálini klasszicista stílusú reprezentatív sugárút kialakítása volt, mely célt az út eredeti elnevezése mint Sztálingrádi sugárút (oroszul Сталинградский проспект – Sztalingrádszkij proszpekt) is szolgálta. A Győzelem terétől a Lenin sugárút folytatásaként nyugat felé a városból kifelé vezető út a sztálinizmus bukása után kapta meg mai nevét. A sugárút mentén áll a Drámaszínház és a Műszaki Egyetem. |     |
| Gárdisták sugárútja | Гвардейский проспект Gvargyejszkij proszpekt | Az egykori nyugati városfalak lebontása után a Prégel és az akkori Hansaplatz (Hanza tér) / Északi pályaudvar közt nyílt körút 1945-ig a Deutschordenring (Német Lovagrend körút) nevet viselte. A hosszú szakaszokon parkosított vagy vasúti sínek által határolt út képe nem változott meg drasztikusan a szovjet éra alatt. Ma a sugárút északon az orosz város központi terének számító Győzelem terébe torkollik. |     |
| Győzelem sugárútja  | Проспект Победы Proszpekt Pobedi             | A hajdani Lawsker Allee és Juditter Allee nyomvonalát követő út a Béke sugárutat köti össze az A193-as Baltyijszk felé vezető országúttal. A sugárút a háborúban viszonylag kevés kárt szenvedett egykori Amalienau városrész fő ütőeréül szolgál, így az utat szegélyező épületállomány jelentős része a német időkből származik. |     |
| Kalinyin sugárút    | Проспект Калинина Proszpekt Kalinyina        | A Königsberg déli részén fekvő hajdani Haberberg városrész fő ütőerét képező egykori Friedländer Wallstraße vonalát követő sugárút 1946-ban a városnak is nevet adó Mihail Kalinyinról lett elnevezve. A Déli park (németül Südpark, oroszul парк Южный – park Juzsnij) mentén haladó, a Friedlandi kaput a Déli pályaudvar (oroszul Калининград-Пассажирский – Kalinyingrád Passzazsirszkij) előtti Kalinyin térrel (oroszul Площадь Калинина – ploscsagy Kalinyina, hajdani Reichsplatz) összekötő sugárutat teljes hosszában gesztenyefák szegélyezik. Az út a pályaudvar előtti téren torkollik a Lenin sugárútba. |     |
| Lenin sugárút       | Ленинский проспект Leninszkij proszpekt      | A számos egykori königsbergi út nyomvonalát kisebb-nagyobb módosításokkal követő, majd 3 km hosszú, 4-6 sávos Lenin sugárút Kalinyingrád legfontosabb a várost észak/északnyugat – déli irányban átszelő ütőere. A Győzelem terétől az egykori belvároson át a Déli pályaudvar (oroszul Калининград-Пассажирский – Kalinyingrád Passzazsirszkij) előtti Kalinyin térig (oroszul Площадь Калинина – ploscsagy Kalinyina, hajdani Reichsplatz) vezető sugárút egy 550 méter hosszú felüljárója vezet keresztül a Kneiphof sziget és a Moszkva sugárút felett. Az út mentén ma már csak négy 1945 előtti épület áll, az utcaképet leginkább szovjet éra-beli panelházak és modern, új építésű épületek határozzák meg. Az 1960-as években befejezett út kialakítása során számos történelmi épület romjait takarították el, pl. a mai Központi teret érintő kanyarulatánál hajdan álló Kastélyt. |     |
| Moszkvai sugárút    | Московский проспект Moszkovszkij proszpekt   | Az 1980-as években kiépített négysávos sugárút egy tervezett Kalinyingrádot Moszkvával összekötő gyorsforgalmi út monumentális városi szakasza. Az út ugyan csupán a Kalinyingrádtól mintegy 35 km-re keletre fekvő Gvargyejszk városáig (oroszul Гвардейск, egykor Tapiau) készült el, városon belül épült szakasza Kalinyingrád legfontosabb kelet-nyugati tengelyeként szolgál. A háború után lebontott königsbergi belváros helyén fekvő sugárút központi szakaszát állt a Szovjetek háza, illetve egy 12 emeletes panelházakból álló együttes határozza meg, mely a hajdani Obere Laak, Untere Laak, Kaiser-Wilhelm-Platz, Begrstraße és Sackheim utak nyomvonalát követi. |     |
| Tanács sugárút      | Советский проспект Szovjetszkij proszpekt    | A hajdani Fuchsberger Chaussee, majd Stresemannstraße nyomvonalát követő sugárút a Győzelem terétől indulva északnyugati irányban vezet ki a városból az A192-es autópályáig. A mind német, mind szovjet épületállomány által szegélyezett út legmarkánsabb épülete az egykori rendőr-főkapitányság (németül Polizeipräsidium) épülete, mely a nácizmus alatt a Gestapo, a szovjet időkben pedig a belső elhárítás, majd pedig a KGB székhelyéül szolgált. |     |

## Nevezetességek
- Königsbergi dóm
- Ortodox katedrális
- Szent Kereszt templom
- Állatkert

#### Halászfalu

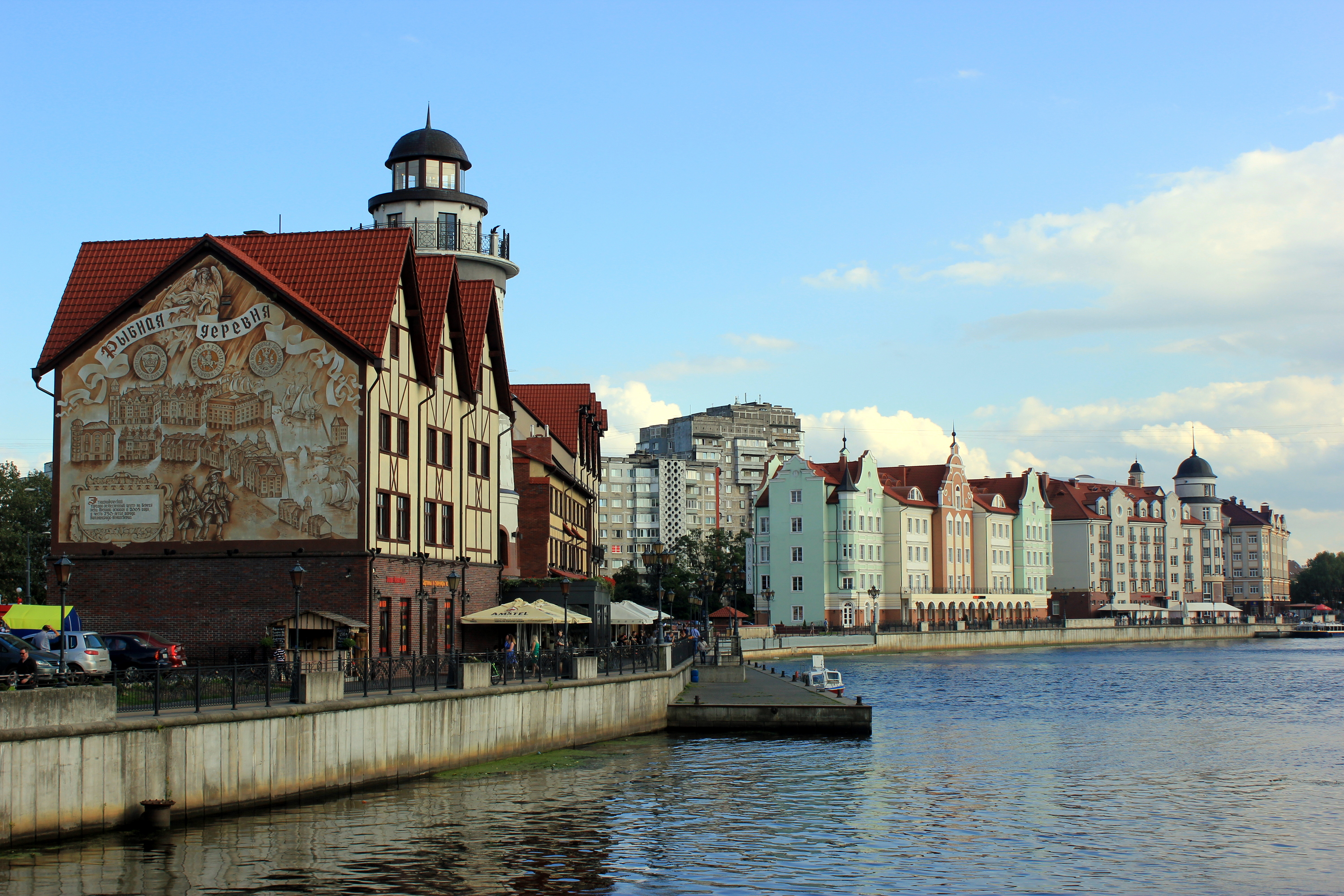
A Halászfalu stilizált porosz házai

Az ún. "Halászfalu" (oroszul Рыбная деревня – Ribnaja gyerevnya) Kalinyingrád egy folyóparti házsorának neve, melyet 2006 és 2011 között építettek fel az Oktyabrszkaja út mentén, a mai Október-szigeten (oroszul Октябрьский остров – Oktyabrszkij osztrov), az egykori Lomse városrész prégel-menti szakaszán. Az üzletközpontnak és turisztikai látványosságnak szánt negyed épületei tipikus német építészeti sajátosságokat kívánnak megjeleníteni (oromzatos és favázas házak, darus raktárépületek), ám nem egykori königsbergi épületek pontos rekonstrukcióiként. A projektet német tőke bevonásával az orosz városvezetés finanszírozta. A königsbergi dóm és az Új Zsinagóga közvetlen közelében fekvő "falu" butikoknak, éttermeknek, kávézóknak valamint egy Kaiserhof elnevezésű négycsillagos szállodának ad otthont. A folyóparti házsor és sétány meghatározó eleme a stilizált világítótorony (oroszul Mаяк – Majak), illetve a 2005-ben a háború előtti Császár-híd (németül Kaiserbrücke) pillérein épült gyalogos Jubileumi híd (oroszul Юбилейный мост – Jubilejnij moszt). A projekt második, rezidenciális jellegű ütemét 2022-re tervezik befejezni.

#### Új Zsinagóga

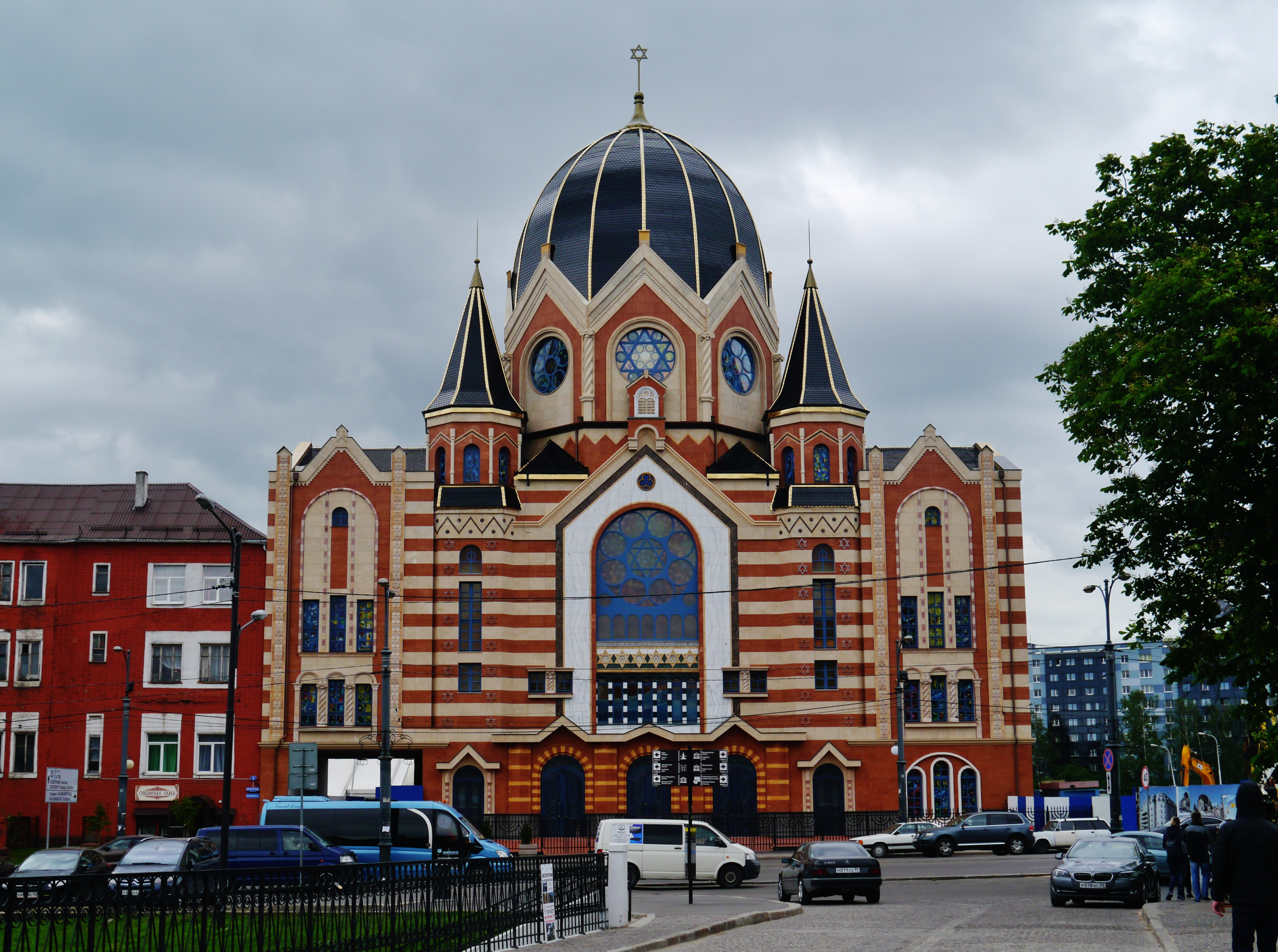
Az Új zsinagóga újjáéépített épülete

Az egykori königsbergi Zsinagóga (oroszul Кёнигсбергская синагога – Kjonigszbergszkaja szinagoga), teljes nevén Új liberális zsinagóga (németül Neue Liberale Synagoge, oroszul Новая либеральная синагога – Novaja liberalnaja szinagoga) a berlini Cremer & Wolffstein építésziroda tervei szerint épült fel 1892-ben. Az eklekticizmus és a historizmus stílusában megfogant épület sok eleme merít a wormsi székesegyház és az aacheni dóm formavilágából. A város harmadikként megépített zsinagógája a königsbergi reformzsidóság vallási központja volt. A nagyméretű kupolával koronázott, a szinten teljesen beépítetlen Lomse városnegyedben álló épület meghatározó eleme volt a háború előtti Königsberg panorámájának. A város többi zsinagógájával együtt az Új zsinagóga is az 1938-as Kristályészaka folyamán vált a lángok martalékává. A szovjet időkben a zsinagóga helyén cirkusz épült. A város 2008-ban határozott a zsinagóga eredeti helyen történő újjáépítéséről. Az eredetivel nagyban megegyező homlokzatú ám modern enteriőrrel ellátott épületet 2018-ban szentelték fel ünnepélyes keretek között.

#### Lasch-bunker

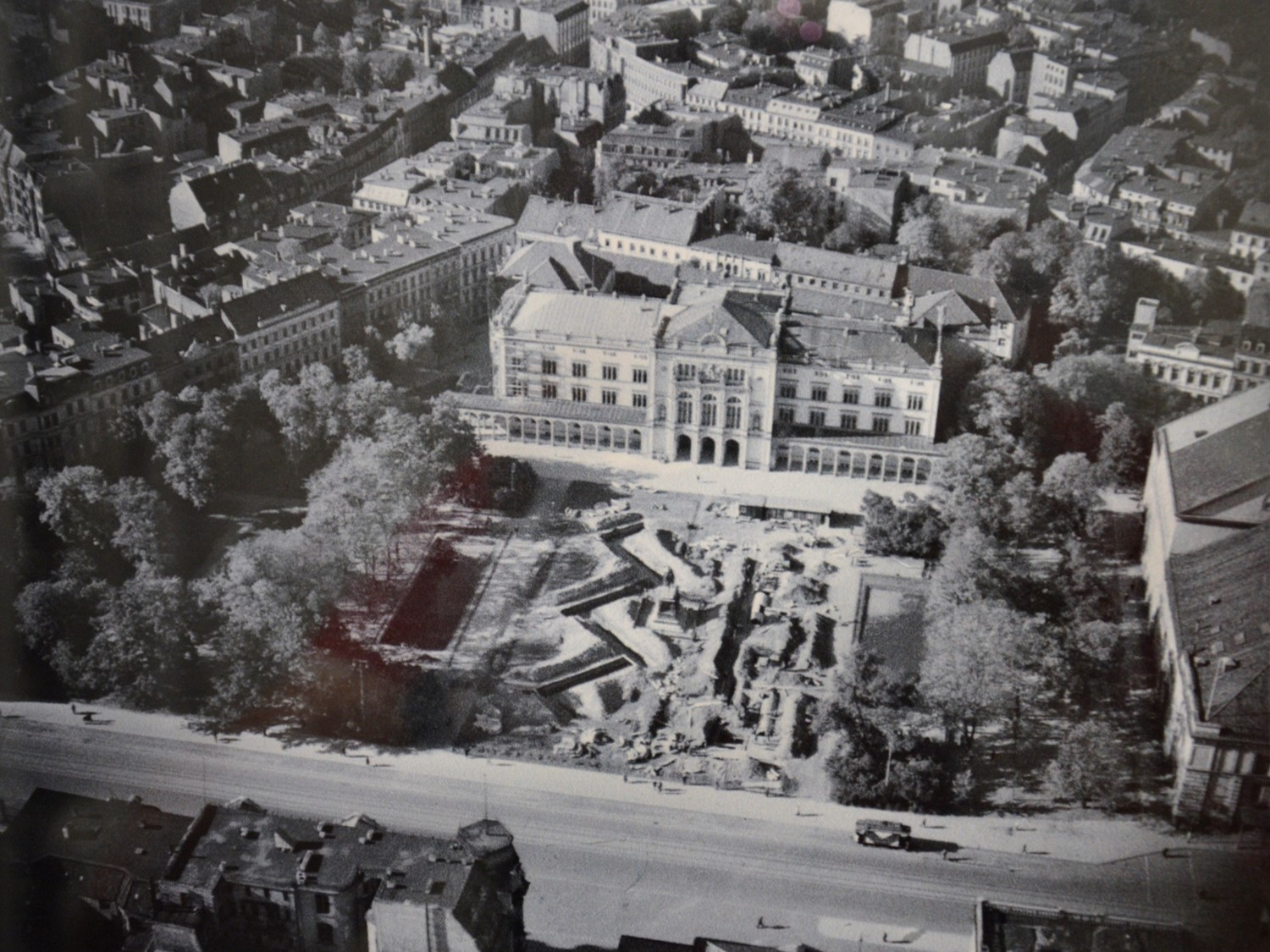
A Lasch-bunker építése az Albertina Egyetem épülete előtt 1939-ben

1939-ben a tér alatt került kialakításra a Lasch-bunker (oroszul бункер Ляша – bunker Ljasa) amelyben Otto Lasch Wehrmacht ezredes 1945. április 9-én 21 órakor aláírta Königsberg kapitulációját a Vörös Hadsereg előtt. A tér egykori épületállományából csak az Albertina alapfalai maradtak meg, melyeken ma az Immanuel Kant Balti Föderális Egyetem főépülete áll, a terület ma Egyetem utca (oroszul ул. Университетская – uljica Universzityetszkaja) néven zöldterület. A Lasch-bunker a Kalinyingrádi Regionális Történeti és Művészeti Múzeum részeként a kapitulációt szemléltető kiállítás helyszíneként ma is látogatható.

#### Szovjetek Háza (1970-2024)
A "Szovjetek Háza" épülete a Königsbergi vár (királyi kastély) lebontott romjainak helyén állt. Építését 1970-ben kezdték el, a 21 emeletes monstrum irodaépületet a helyi kommunista párt székházának, közigazgatási hivatalnak szánták. A szovjet modernizmus stílusát képviselte. A kinézete miatt robothoz hasonlították, de soha nem adták át, belülről nem fejezték be, mert 1985-ben elfogyott a pénz az építésére. Így évtizedeken keresztül üresen állt, azonban a város egyik nevezetessége volt. 2023-ban kezdték lebontani, amit 2024. augusztusára fejezetek be. A tervek szerint új közterületet hoznak létre a helyén, amelyre versenyt írtak ki.

## Az egykori Königsberg védművei

### Városkapuk
Königsberg egykori védműveinek szerves részét képezte a városfalat megszakító 8 városkapu, amelyekből a mai Kanyingrádban 6 maradt fent.

| név                                 | orosz név                                       | leírás | kép |
| ----------------------------------- | ----------------------------------------------- | --- | --- |
| Ausfalltor                          | Аусфальские ворота Auszfalszkije vorota         | Az Ausfalltor (szó szerint "kijárati kapu") a königsbergi védműveken átvezető hosszú neogótikus gyalogosalagút, melyet a 19. századi átépítések során nyitottak. A Második világháborúban megsérült de később kijavított alagút a belváros nyugati felén, az 1200 Szovjet Gárdista emlékművenek közelében áll és ma is használatban van. Tetején 1993-ban a königsbergi csatában elhunyt szovjet katonák emlékére emeltek egy Szent Györgynek szentelt kápolnát. |     |
| Brandenburgi kapu Brandenburger Tor | Бранденбургские ворота Brandenburgszkije vorota | A város délnyugati csücskében a Kalinyingrádi főpályaudvar közelében a Brandenburg kelet-poroszországi kisváros (ma Ушаково – Usakovo) felé vezető országúton fekszik. A kétnyílású neogótikus kapu két városfelöli oromzatát két 19. századi porosz generális képmása díszíti. Ez az egyetlen kapu amely a mai napig átjárható, a kalinyingrádi villamos is áthalad rajta. |     |
| Friedlandi kapu Friedländer Tor     | Фридландские ворота Fridlandszkije vorota       | A város délkeleti csücskében az Öreg-Prégel partján a Friedland kelet-poroszországi kisváros (ma Правдинск – Pravdinszk) felé vezető országúton fekszik. A gazdagon díszített neogótikus kapu két homlokzatát Siegfried von Feuchtwangen 13. századi teuton nagymester és Friedrich von Zollern regensburgi hercegérsek a 2000-es években újrafaragott szobrai díszítik. Az építmény ma "Friedlandi kapu Múzeum" (oroszul Музей Фридландские ворота – Muzej Fridlandszkije vorota) néven a háború előtti Königsberget bemutató gyűjtemény otthona. |     |
| Király kapu Königstor               | Королевские ворота Koroljevszkije vorota        | Az egykori Neue Sorge városrész határán, a mai város keleti felén, az egykori Königsstraße, a mai uljica Frunze végében fekvő háromosztású, tornyos neogótikus városkapu. A Friedrich August Stüler által 1850-ben újjáépített kapu tornyát három szobor díszíti: a város nevét adó II. Ottokár cseh király, I. Frigyes első porosz király, valamint Brandenburgi Albert, a königsbergi Albertina egyetem alapítójának szobrai, melyeket a Vörös Hadsereg katonái 1945-ben lefejeztek. A szobrok alatt Csehország, Poroszország és Brandenburg, felettük Szambia és Natangia címerei találhatóak. A háborúban erősen megsérült kaput a város 750 éves fennállásának ünnepére 2005-ben restaurálta a városvezetés. A kapu ma a Világtengerek Múzeumának részét képezi és egy I. Péter orosz cár európai utazásait bemutató állandó kiállítás otthonául szolgál. |     |
| Roßgarteni kapu Roßgärter Tor       | Росгартенские ворота Roszgartyenszkije vorota   | Az egykori Roßgarten városrész határán, a mai város északi felén fekvő hétosztású, egynyílású neogótikus városkapu. A kapunak csak a városfelöli oldala díszes, a hátulja egy egykori várárokra néz. A kapuzatot két porosz generális reliefje díszíti. A háborúban megsérült és a szovjet időkben raktárnak használt építményben ma egy kávéház működik. |     |
| Sackheimi kapu Sackheimer Tor       | Закхаймские ворота Zakhajmszkije vorota         | Az egykori Sackheim városrész határán, a mai város keleti felén fekvő egynyílású neogótikus városkapu. A kapunak csak a városfelöli oldala díszes, a hátulja egy egykori várárokra néz. A kapuzatot két porosz generális reliefje díszíti. A háborúban megsérült és 2006-ig raktárnak használt építményben ma kiállítótér és kávéház működik. |     |
| Steindammi kapu✝ Steindammer Tor    | Штайндаммские ворота Stajndamszkije vorota      | Az egykori Steindamm városrész határán a Pillau kelet-poroszországi kikötőváros (ma Балтийск – Baltijszk) felé vezető országúton fekvő egykori városkapu. A gazdagon díszített, kétnyílású neogótikus kaput 1912-ben bontatta le a városvezetés, hogy helyet adjon az Északi-pályaudvar (egykor Königsberg-Nordbahnhof, ma Калининград-Северный – Kalinyingrád-Szevernyij) építésének. |     |
| Tragheimi kapu✝ Tragheimer Tor      | Трагхаймские ворота Traghajmszkije vorota       | Az egykori Tragheim városrész határán, a mai város északi felén fekvő egyszerű cölöpkapu. A jelentéktelen építményt 1910-ben lebontották. |     |

## Kultúra

### Kalinyingrád múzeumai

#### Borostyánmúzeum
A Kalinyingrádi Regionális Borostyánmúzeum [ru] (oroszul Калининградский областной музей янтаря – Kalinyingrádszki oblasztnoj muzej jantarja)

#### Dómmúzeum
(lásd: Königsbergi dóm)

#### Friedlandi kapu Múzeum

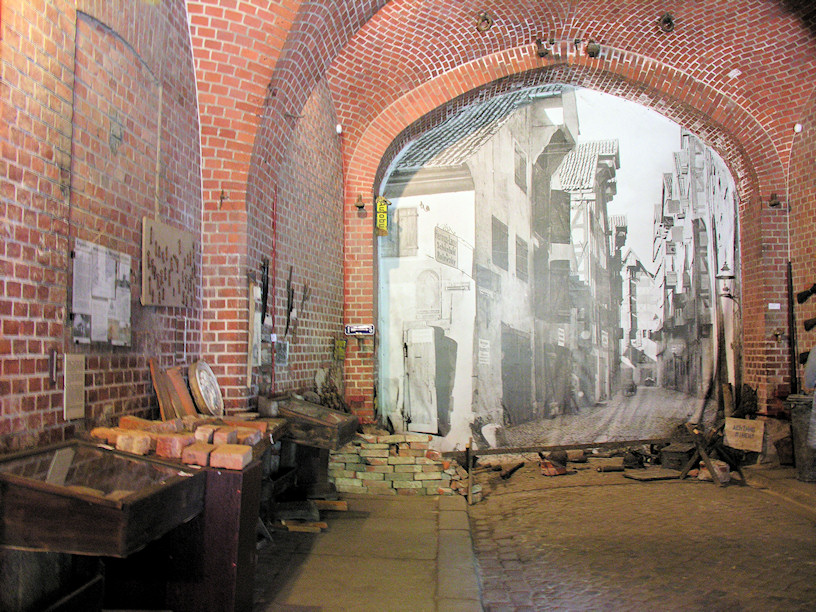
A Friedlandi kapu Múzeum egy helytörténeti kiállítása

A város déli védműveinek (ravelinek és várárkok) helyén 1841-ben kialakított Déli Park (németül Südpark, oroszul парк Южный – park Juzsnij) a 2000-es évek elején elkezdett megújítása folyamán a tavakból előkerült tárgyak bemutatására 2002-ben alakult egy kis helytörténeti tárlat Friedlandi kapu Múzeum (oroszul Музей Фридландские ворота – Muzej Fridlandszkije vorota) néven. A gyűjtemény az addig a park bejáratául illetve raktárként szolgáló egykori Friedlandi kapu (németül Friedländer Tor, oroszul Фридландские ворота – Fridlandszkije vorota) tereiben került elhelyezésre. 2005-ben, a város alapításának 750-ik évfordulójának ünnepségei során nagyrészt német anyagi támogatással megújult a gazdagon díszített neogótikus kapu, a homlokzatokat díszítő két szobor (Siegfried von Feuchtwangen 13. századi teuton nagymester és a grünwaldi csatában harcoló Friedrich von Zollern regensburgi hercegérsek képmásai) is újra lett faragva. A hajdani Königsberg 19. és 20. századi kulturális és mindennapi életét bemutató kiállítás sok német turistát vonzz.

#### Szépművészeti Múzeum

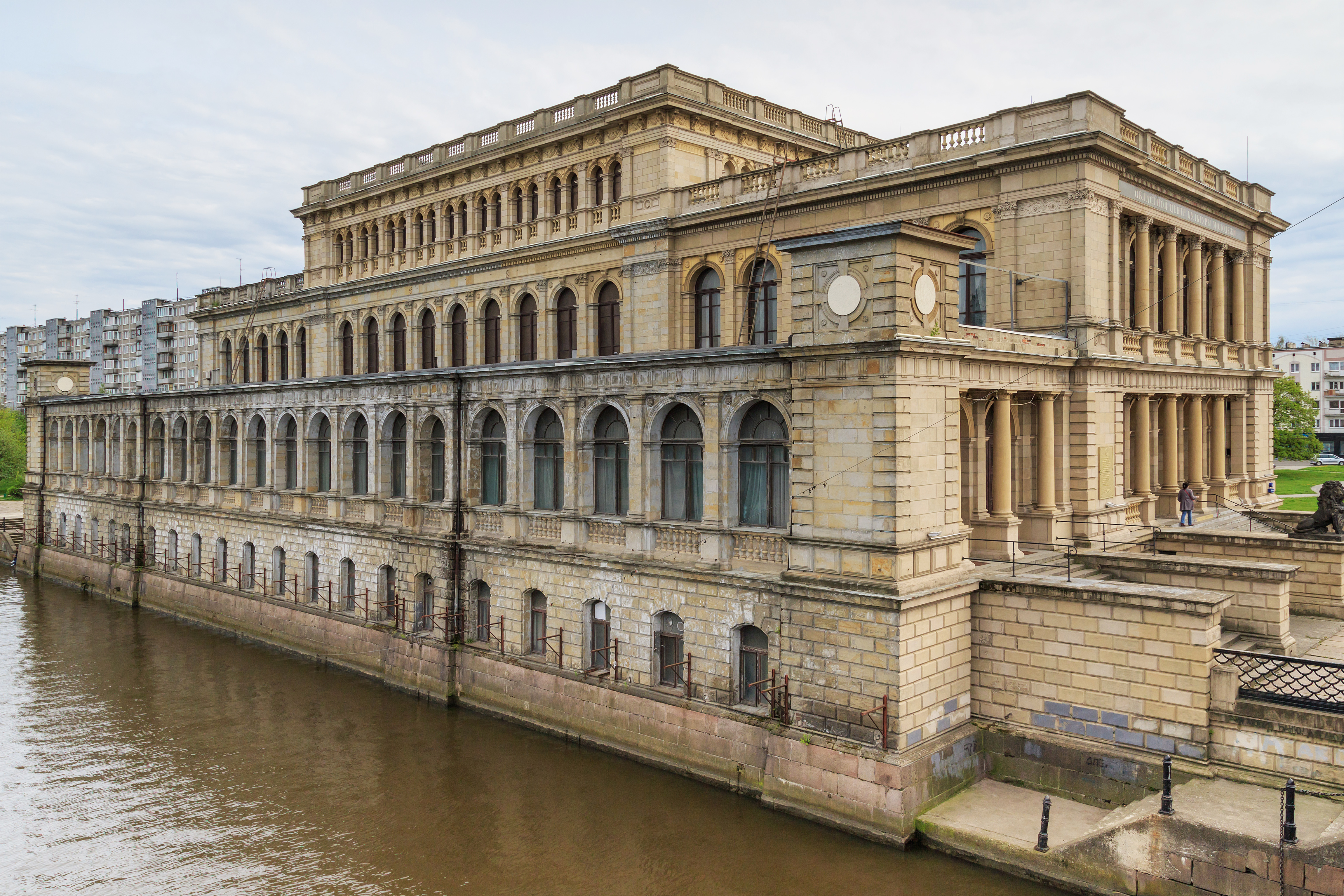
A kalinyingrádi Szépművészeti múzeum épülete 2017-ben

Az 1988-ban megnyitott Kalinyingrádi Regionális Szépművészeti Múzeum [ru] (oroszul Калинингра́дский областно́й музе́й изобрази́тельных иску́сств – Kalinyingradszkij oblasztnoj muzej izobrazítyelnyih iszkússzt) kollekcíója a kelet-poroszországi és kalinyingrádi orosz művészetet mutatja be a 17. századtól napjainkig. Megnyitása óta az intézmény gyakran mutat be műveket Oroszország vezető múzeumaiból, így megfordult már Kálinyingrádban pl. a szentpétervári Ermitázs, az Orosz Múzeum illetve a moszkvai Tretyjakov Galéria és a Puskin Múzeum számos műremeke. Az intézményben kerül megrendezésre 1990 óta a "Kalinyingrád-Königsberg Biennálé", amely a Balti-térség kortárs grafikai művészetének egyik rangos seregszemléjévé nőtte ki magát.

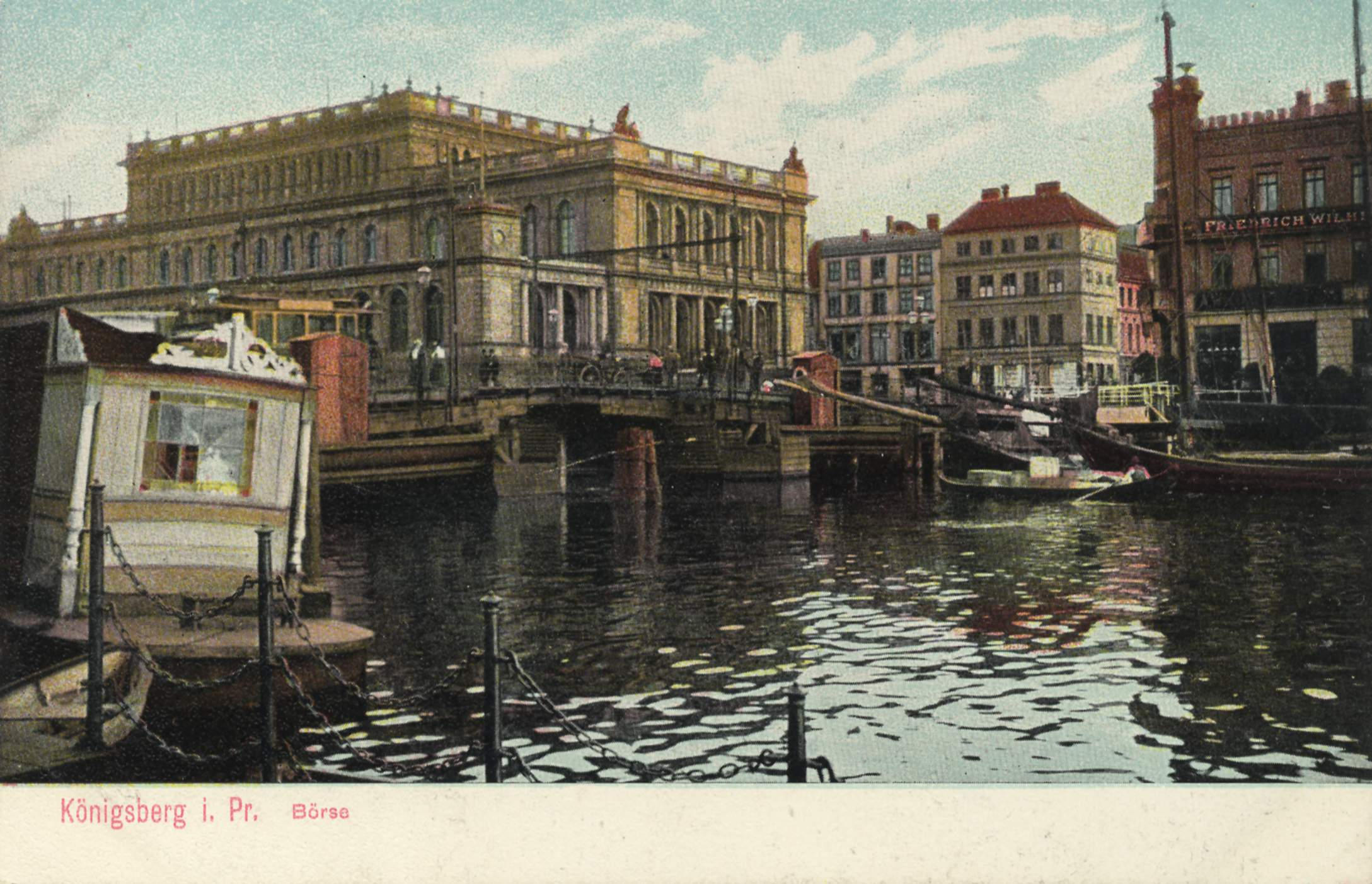
Az eredetileg a königsbergi Tőzsde által használt épület háború előtti képe

A múzeum alapítása óta a hajdani königsbergi Tőzsde (németül Neue Börse [de], oroszul Здание кёнигсбергской биржи – Zdanyije kjenigszbergszkoj birzsi) 1885-ben átadott neoreneszánsz stílusú folyóparti épületében székel. Az egykori Königsbergi Kereskedelmi és Iparkamarának, valamint a tőzsde mellett számos bálnak és kiállításnak is otthont adó homokkő palota egyike Königsberg azon kevés történelmi épületének, amelyek nem kerültek lebontásra 1946 után. A kezdetben szovjet háborús filmek kulisszájaként szolgáló romokat az 1960-as években helyezték műemléki védelem alá. A leegyszerűsített formában és kékre mázolt homlokzattal újjáépített épület a szovjet tengerészek kultúrházaként, később ifjusági centrumként szolgált. A 2018-ban műemlékileg helyreállított épület előtti parkosított tér neve, Birzsevoj szkver – Биржевой сквер, azaz Tőzsde tér utalás a múzeum egykori funkciójára.

#### Történeti és Művészeti Múzeum

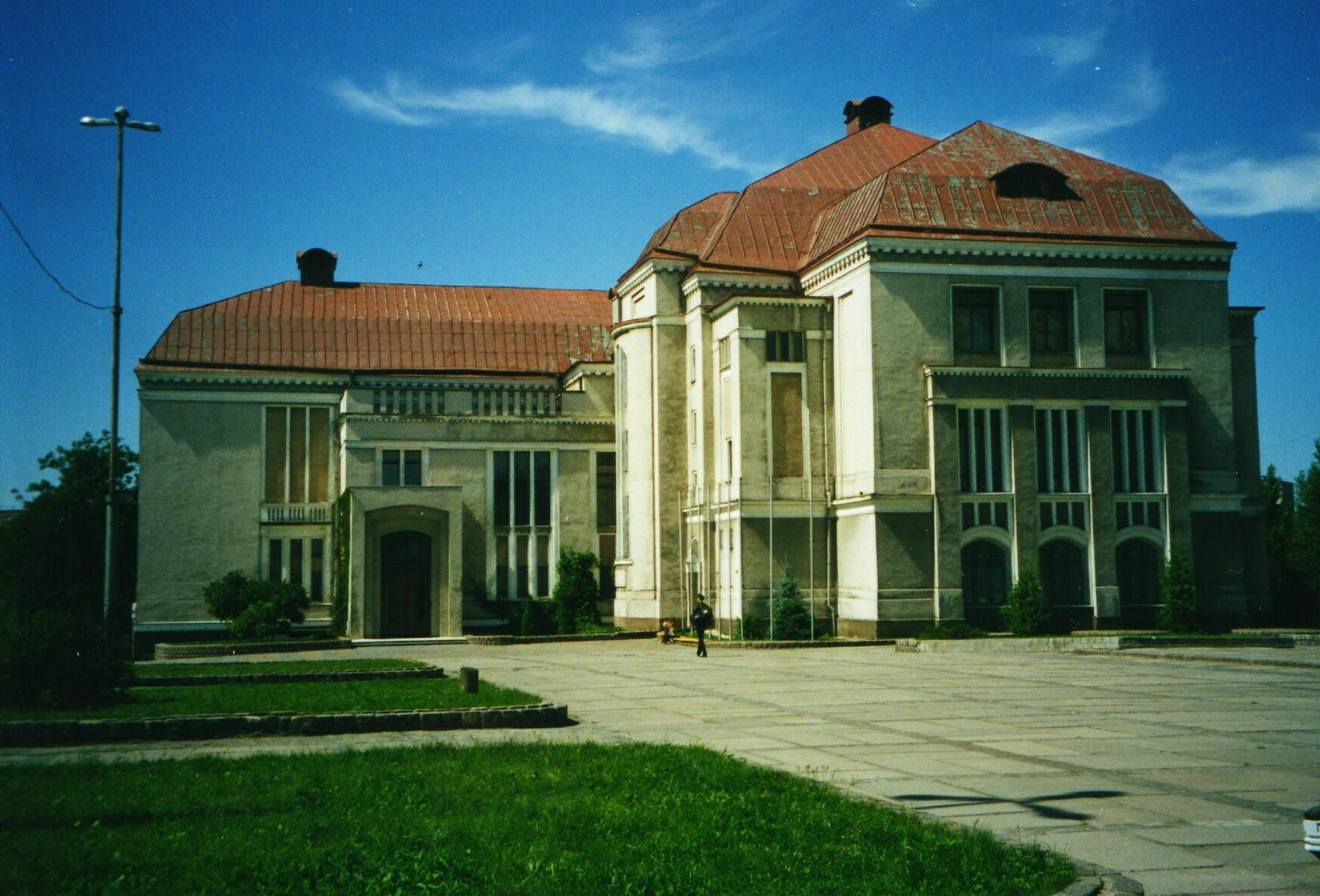
A Történeti és Művészeti Múzeum (egykori Stadthalle) épülete

Az 1946-ban a város különböző helyszínein szétszortan alapított Kalinyingrádi Regionális Történeti és Művészeti Múzeum (oroszul Калининградский областной историко-художественный музей – Kalinyingradszkij oblasztnoj isztoriko-hudozsesztvjenyij muzej) 1991-ben kapta meg az egykori Stadthalle épületét. Az 1912-ben a berlini Richard Zeil építész tervei szerint az Alsó tó (egykori Kastély-tó, németül Schloßteich [de], oroszul Нижний пруд – Nyizsnyij prud vagy Замковый пруд – Zamkovij prud) partján épült multifunkcionális épület hangverseny- és báltermei a königsbergi társadalmi élet rendezvényeinek színhelyeiül szolgáltak. A Második világháborúban erősen megsérült épület csak 1981–86 között került felújításra. A múzeum mai öt nagytermében a város természeti környezetét, valamint őskori, német lovagrendi, második világháborús illetve szovjet éra-beli történelmét bemutató kiállítások találhatóak. A múzeumhoz tartozik az 1939-ben az egykori Paradeplatz alatt kialakított Lasch-bunker (oroszul бункер Ляша – bunker Ljasa) amelyben Otto Lasch Wehrmacht ezredes 1945. április 9-én 21 órakor aláírta Königsberg kapitulációját a Vörös Hadsereg előtt.

#### A Világtengerek Múzeuma

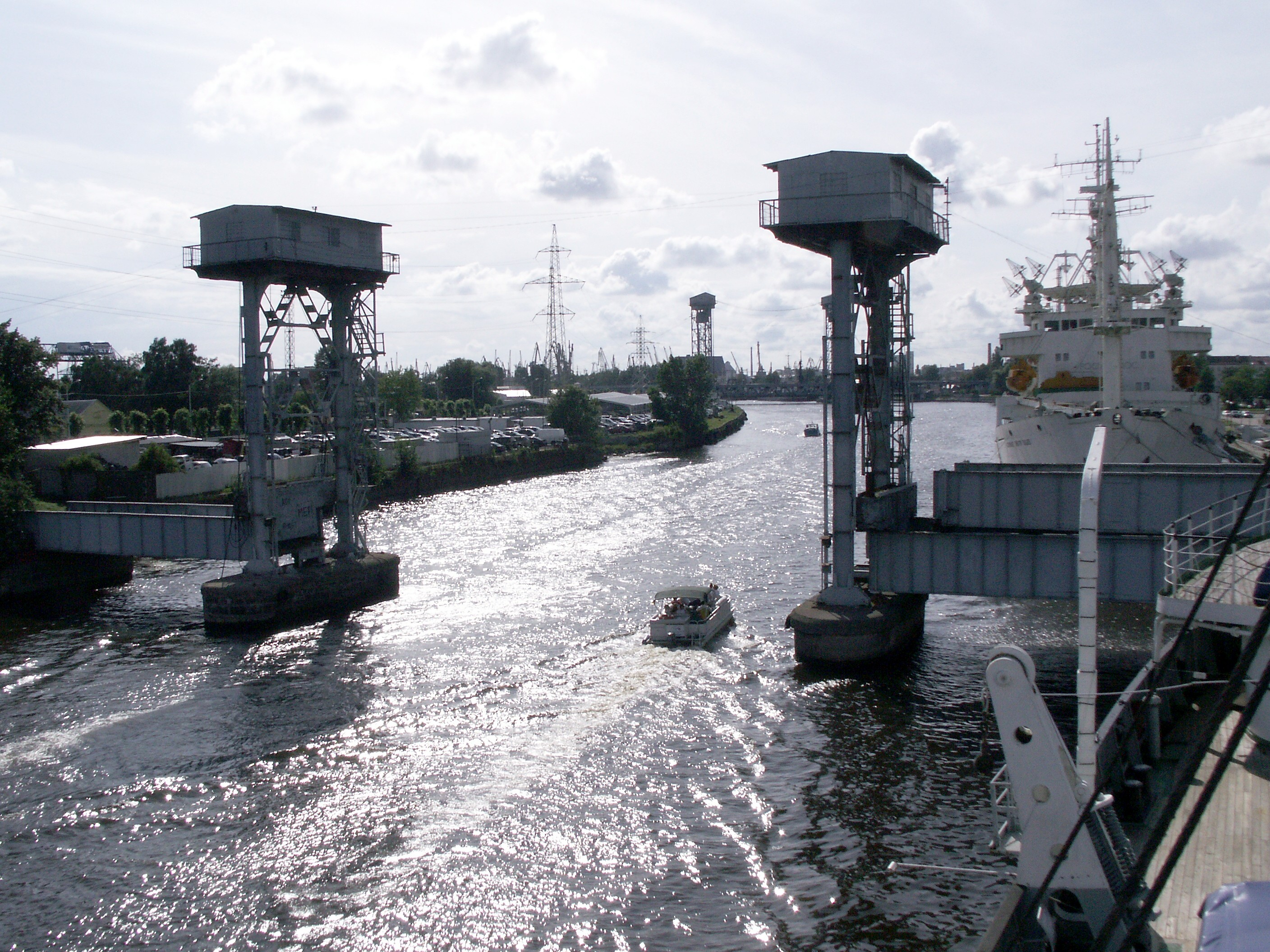
A Világtengerek Múzeumához tartozó holländerbaumi vasúti híd

A Világtengerek Múzeuma (oroszul Музей Мирового океана – Muzej Mirovogo Okeana) Oroszország vezető tengerészeti és tengeri múzeuma, amely a világtenger-kutatás történetét is kutatja. A múzeum főépülete a Prégel-parton, az egykori königsbergi kikötő területén található, de az intézmény a folyamatos bővítéseknek köszönhetően számos más ingatlant is magáénak tudhat a közelben, illetve az ország más részein így pl. Szentvétervárott valamint az kalinyingrádi exklávé Szvetlogorszk, Baltijszk és Zalivinó településein. Az 1990-ben alapított és 1996-ban az Orosz Hadiflotta alapításának 300-dik évfordulójan átadott múzeum az országban egyedülálló módon számos exponátot és katonai objektumot tesz a nagyközönség számára látogathatóvá. A főépület mellett a múzeum részét képezik:
- egy akváriumnak, mozinak és planetáriumnak otthont adó prégel-parti ún. "Óceánbolygó" (oroszul Планета океан – Planyeta okean) nevű építmény,
- a kiállítási térként használt hajdani Packhof kikötői raktár (oroszul Пакгауз – Pakgausz) épülete,
- a főépülettel szembeni parton fekvő Friedrichsburg erőd kapuja (németül Festung Groß-Friedrichsburg, oroszul Ворота цитадели Фридрихсбург – Vorota citagyeli Fridrihszburg), mely ma kiállítótérként szolgál,
- az ipari műemléknek számító, 1889-ben emelt holländerbaumi vasúti híd (németül Eisenbahnbrücke am Holländerbaum, oroszul Старый раздвижной железнодорожный мост – Sztarij razdvizsnoj zseleznodorozsnyij moszt), mely Königsberg első emelőszerkezetes acélhídja volt,
- a múzeum előtti rakparton kiállított 6m tematikus kiállításoknak otthont adó történelmi múzeumhajó, köztük egy B-413-as szovjet tengeralattjáró, a Koszmonavt Viktor Pacajev távközlési hajó, illetve a Vityáz kutatóhajó,
- a Király kapu (németül Königstor, oroszul Королевские ворота – Koroljevszkije vorota), mely egy az I. Péter orosz cár európai utazásait bemutató állandó kiállítás otthonául szolgál.

#### Altes Haus Kerületi Múzeum
Az Amalienau városrész egykori Grossmann-villájában ma Altes Haus néven (oroszul Музей-квартира Альтес Хаус – Muzej kvartyira Altesz Hausz), az egykori német nagypolgári életformát bemutató magánmúzeum.

### Színház és zene

#### Drámaszínház

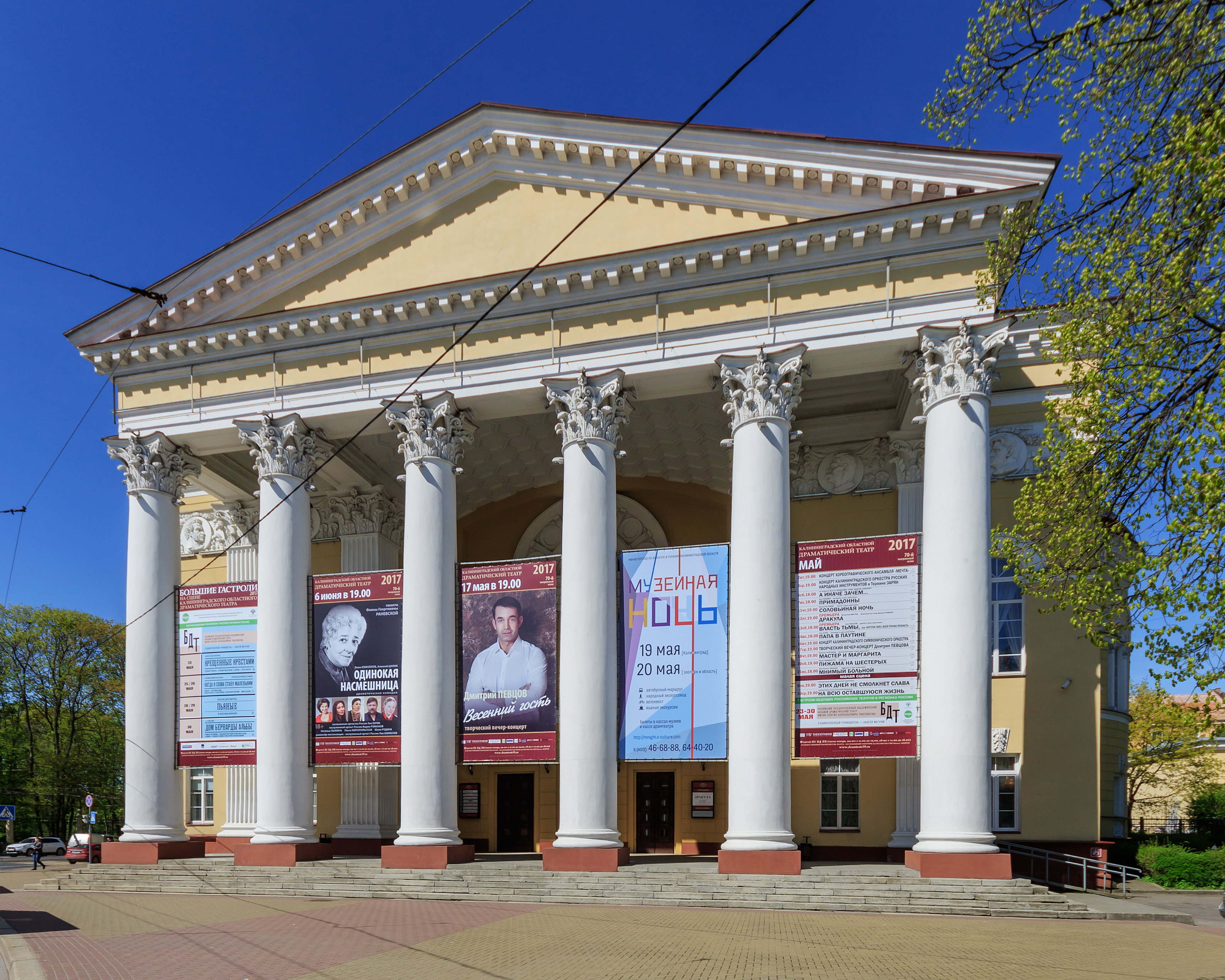
A Drámaszínház mai épülete

A hivatalos nevén Kalinyingrádi Regionális Drámaszínház (oroszul Калининградский областной драматический театр – Kalinyingrádszkij oblasztnoj dramaticsjeszkij tyeatr) a város és az oblaszty legjelentősebb színpada. Az 1947-ben alapított orosznyelvű társulat a romokban heverő városban uralkodó helyhiány miatt először egy külvárosi színhelyen nyitotta meg kapuit. A színészek nagyrésze a moszkvai Állami Színművészeti Intézet végzőseiből tevődött össze, a repertoáron gyakran szerepeltek Csehov, Gorkij és Brecht darabjai. A társulat 1960-ban költözött a hajdani Neues Schauspielhaus klasszicista stílusban felújított, a moszkvai Bolsoj színházéhoz hasonló portikusszal kiegészített épületébe a mai Béke sugárúton (oroszul проспект Мира – proszpekt Mira).

#### Filharmónia

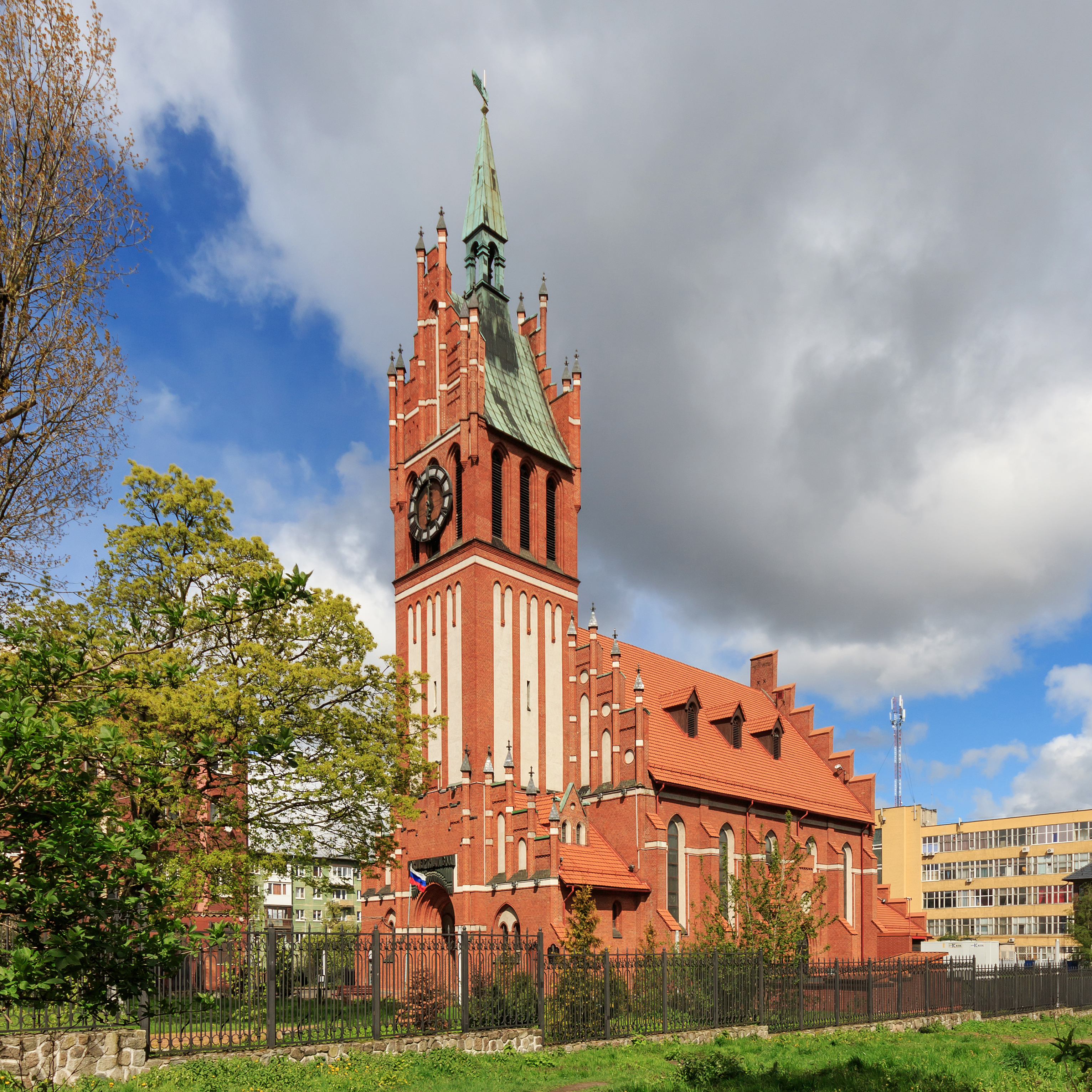
A kalinyingrádi Filharmónia a hajdani Szent család katolikus templom épületében.

A Kalinyingrádi Jevgenyij Szvetlanov Regionális Filharmónia (oroszul Калинингра́дская областна́я филармо́ния и́мени Е. Ф. Светла́нова – Kalinyingrádszkaja oblasztnája filarmónija ímjeni J. F. Szvetlanova a város 1980 óta fennálló filharmóniai társulata. Alapítása óta az egykori katolikus Szent család templom (németül Kirche zur Heiligen Familie, oroszul Кирха Святого Семейства – Kirha Szvjatogo Szemejsztva) épületét használja. Az 1904 és 1907 között a königsbergi katolikus közösség számára Friedrich Heitmann német templomépítész tervei szerint épült háromhajós, északnémet téglagótikus stílusú csarnoktemplom Königsberg déli Haberberg kerületének markáns épülete volt. A Második világháborút majdhogynem sértetlenül átvészelő templomot a Vörös hadsereg hadikorházának, később trágyaraktárnak használták. 1980-ban történt helyreállítása óta használják filharmóniának, aminek köszönhetően egy oroszországszerte híresen jó akusztikájú új orgonát kapott.

## Oktatás

#### Immanuel Kant Balti Föderális Egyetem

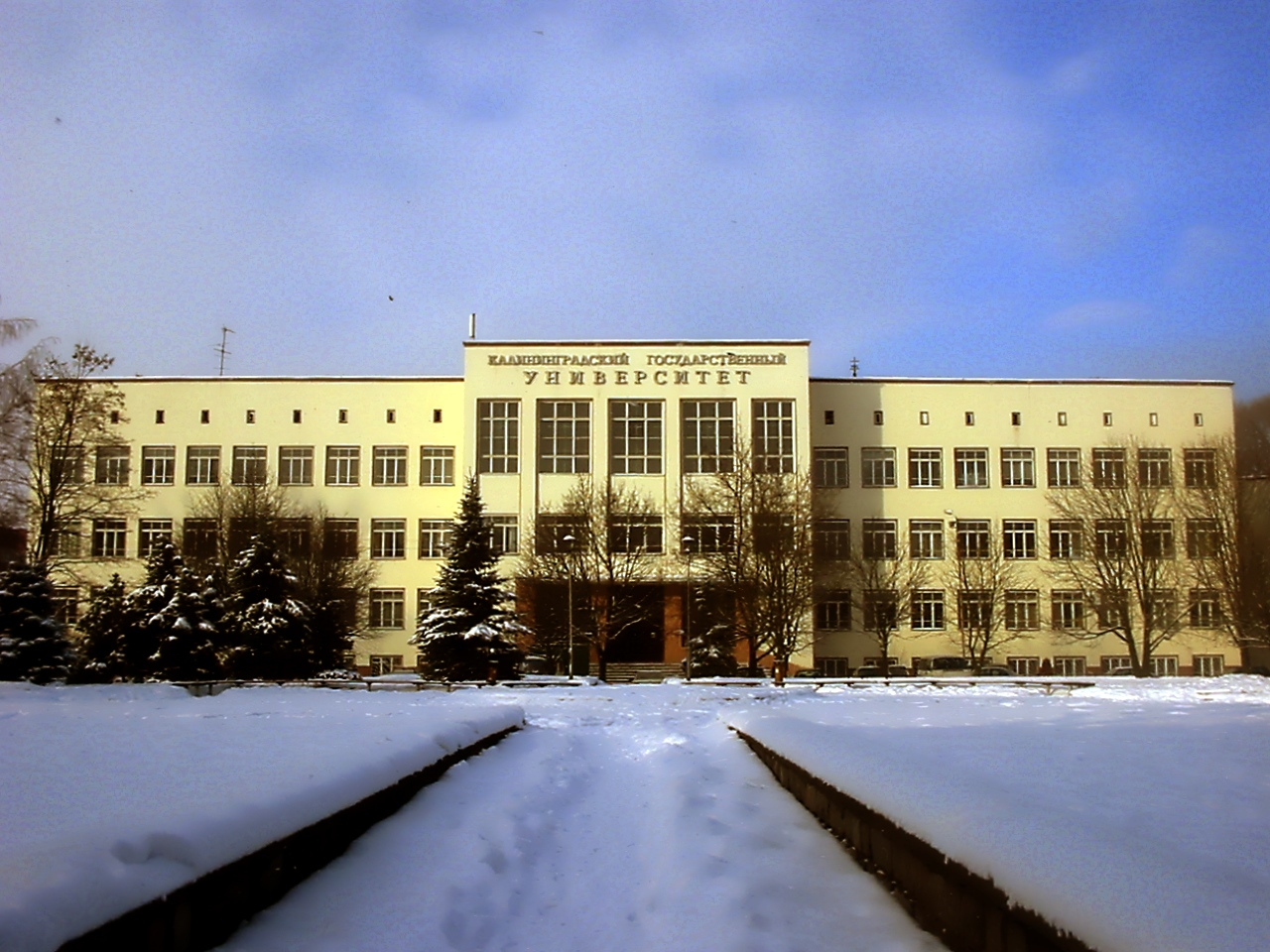
Az egykori Albertina alapjain épült Kalinyingrádi Kant Egyetem mai főépülete

A ma Immanuel Kant Balti Föderális Egyetem (oroszul Балтийский федеральный университет имени Иммануила Канта – Baltijszkij Federalnyij Unyiverszityet imeni Immanuila Kanta) nevet viselő intézmény 1948 óta működik mint Kalinyingrádi Állami Pedagógia Intézet az egykori königsbergi Albertina Egyetem megmaradt campusán. Az intézményt Kallinyingrádi Állami Egyetem néven 1966-ban egyetemi rangra emelték. Ekkor emelték az egyetem mai is használt modern főépületét a háborúban megsemmisült egykori Albertina főépületének alapjain az egykori Paradeplatz-on. Az épületben 1974-ben helyet kapott egy Kantnak szentelt múzeum is. A Peresztrojka kezdetével megnőtt az egykori Albertina egyetemi hagyományaiért való orosz érdeklődés. Kalinyingrád/Königsberg alapításának 750 éves évfordulójanak alkalmából 2005-ben az egyetemet Vlagyimir Putyin orosz elnök és Gerhad Schröder német kancellár jelenlétében ünnepélyes keretek között felvette Immanuel Kant nevét.

#### Kalinyingrádi Állami Műszaki Egyetem

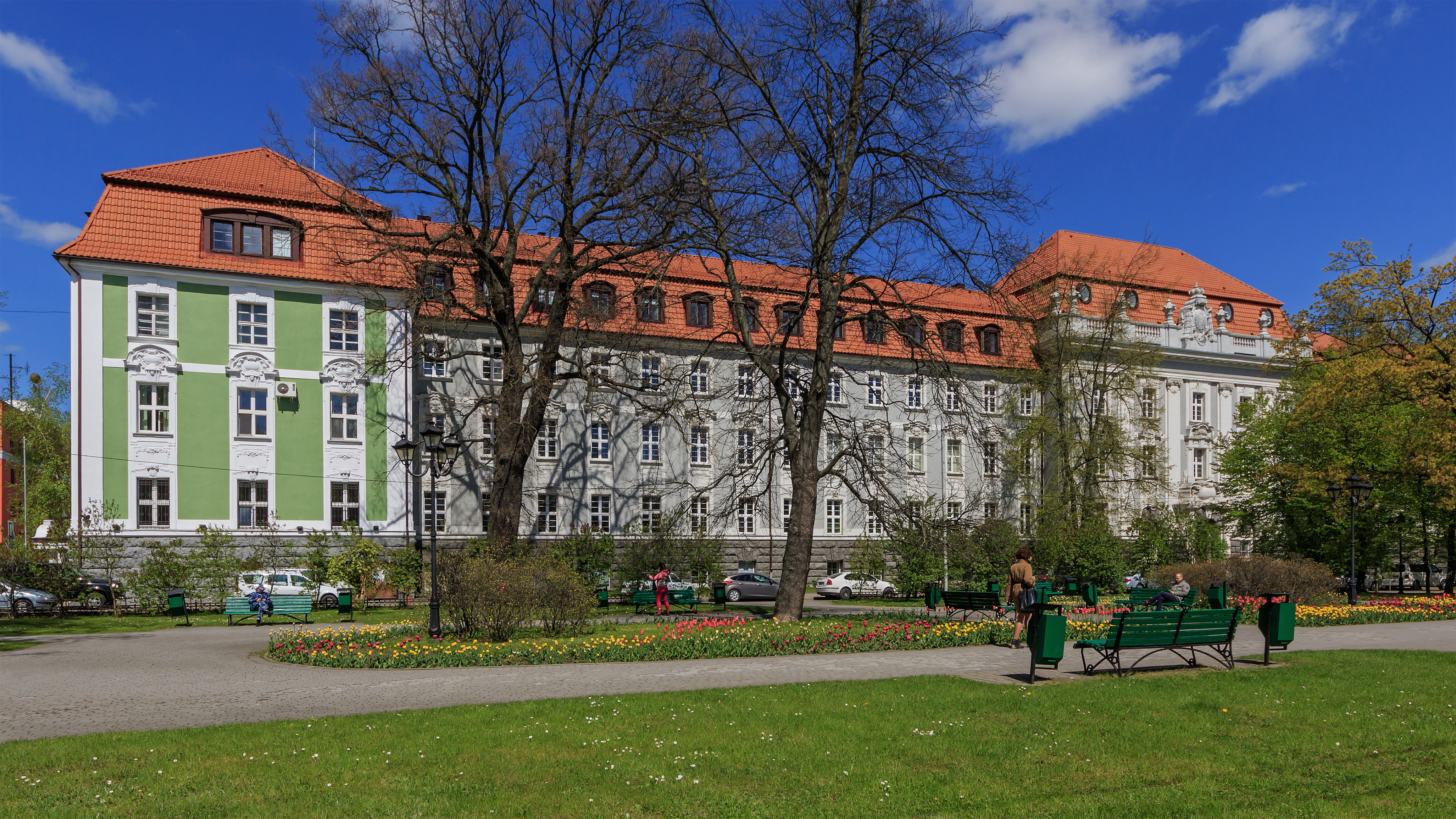
A Kalinyingrádi Állami Műszaki Egyetem főépülete 2017-ben

A Kalinyingrádi Állami Műszaki Egyetem (oroszul Калининградский государственный технический университет – Kalinyingrádszkij goszudarsztvenyij tehnyicseszkij universzityet) Oroszország legrégebbi halászattal foglalkozó felsőoktatási intézménye. A mai Béke sugárúton (oroszul Проспект Мира – proszpekt Mira, a háború előtt Hansaring) található egyetem az egykori königsbergi kerületi és területi bíróság (németül Amts- und Landgericht Königsberg) épületében székel. Az 1913-ban a moszkvai Agrárintézet halászati osztályaként alapított intézményt 1946-ban helyezték át Kalinyingrádba. Az ettől fogva mint a Kalinyingrádi Halipari és Haltenyésztési Műszaki Intézetként funkcionáló intézmény a halászat kutatásának és oktatásának terén mára Oroszország egyik vezető tudományos központja. Az intézmény 1994 óta viseli mai nevét.

## Képek a történelmi Königsbergről

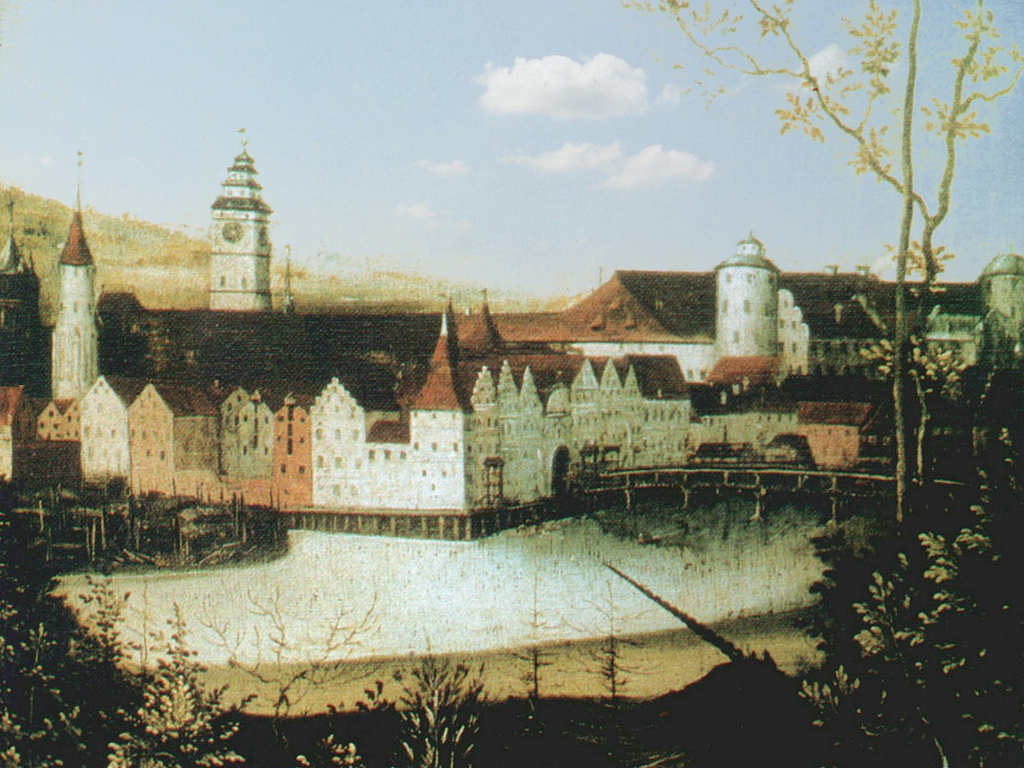
Königsberg látképe, 1557
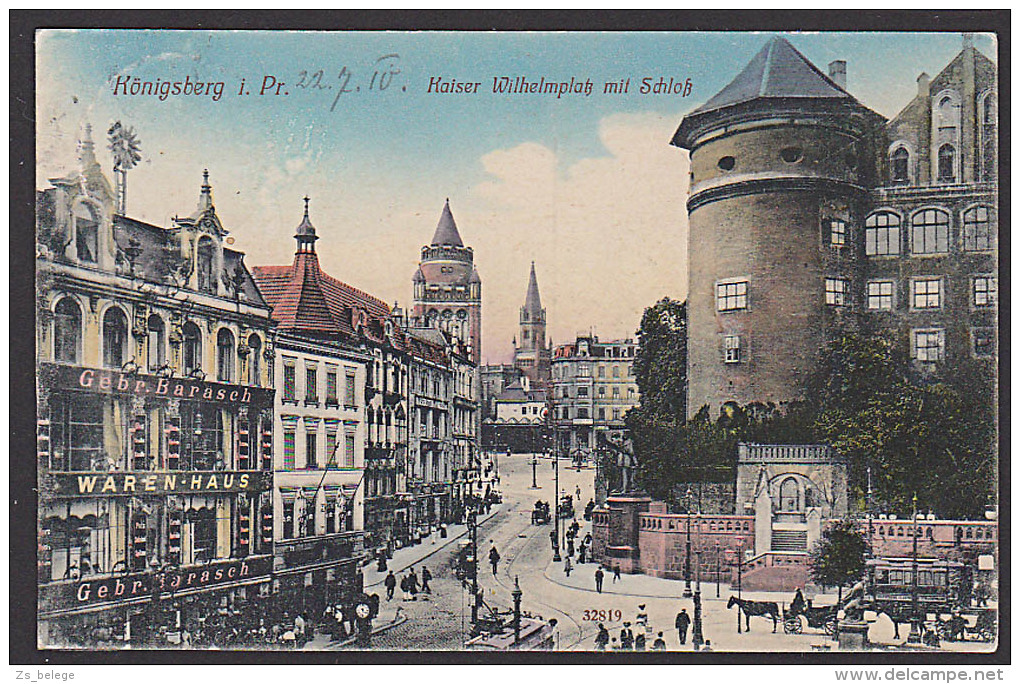
Vilmos császár tér (Kaiser-Wilhelmplatz), Königsberg, 1910
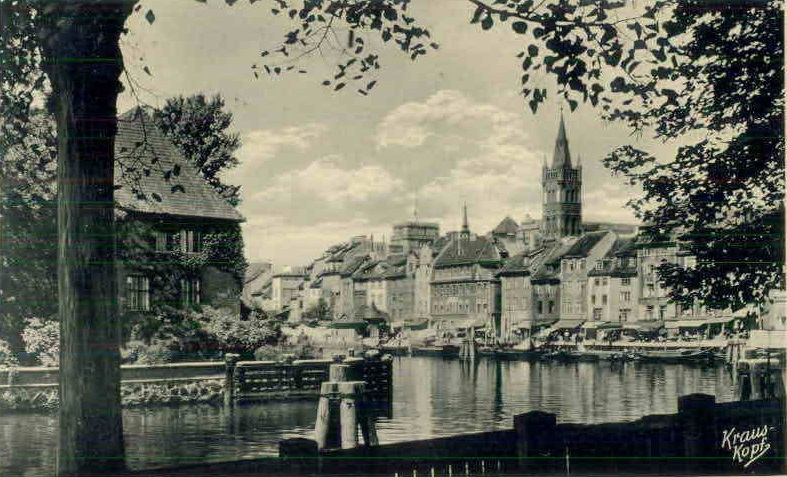
A Prégel a Kneiphof sziget csücskével (balra) és a Kastély tornyával
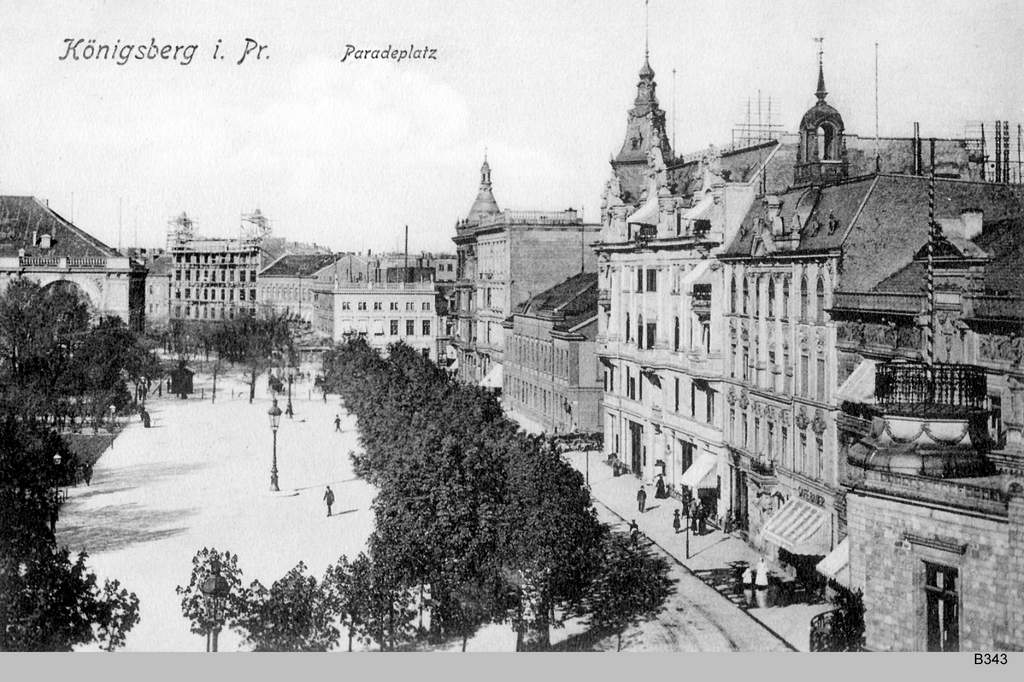
Az egykori Paradeplatz
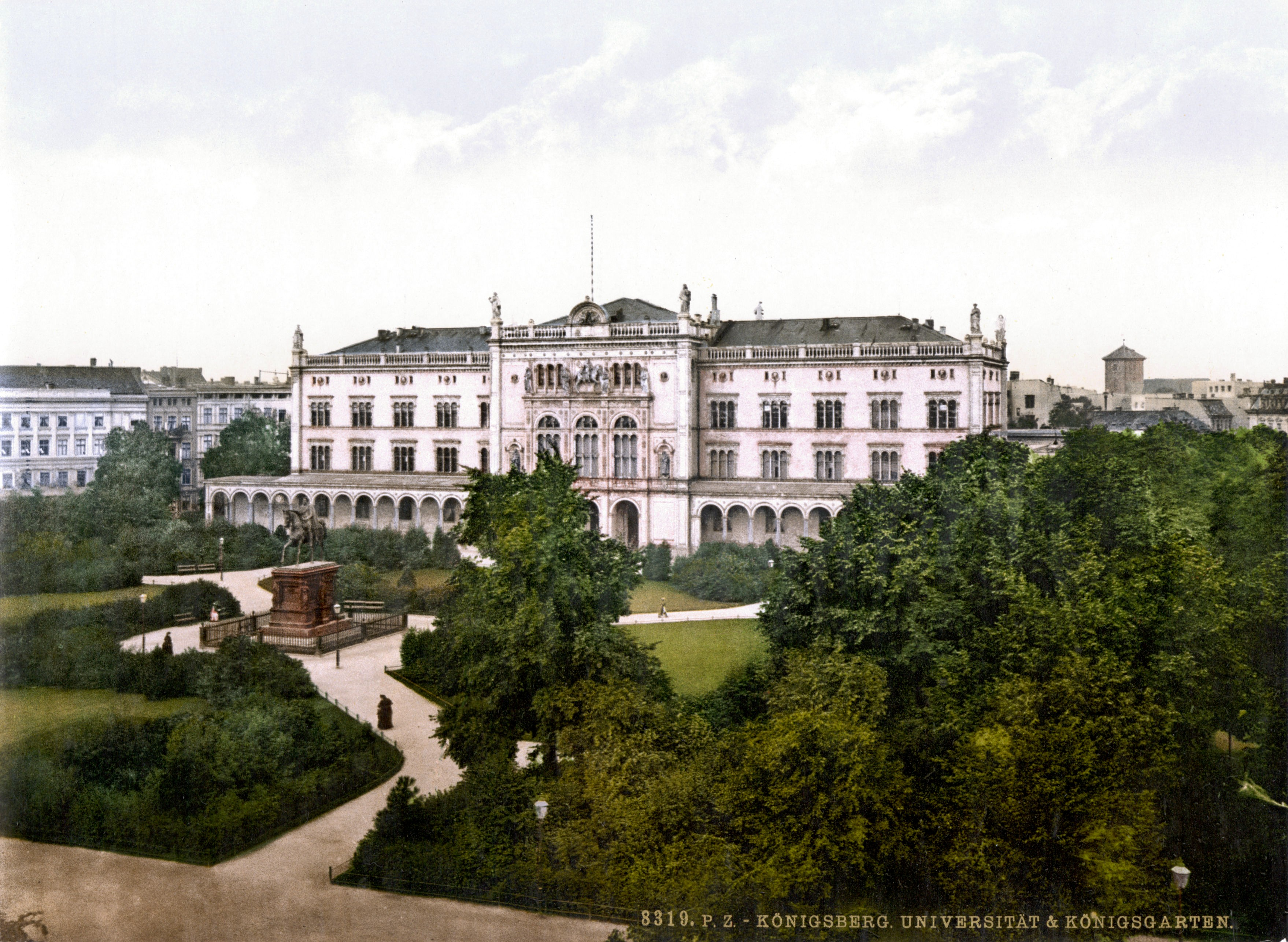
Az Albertina Egyetem főépülete a Paradeplatz felől
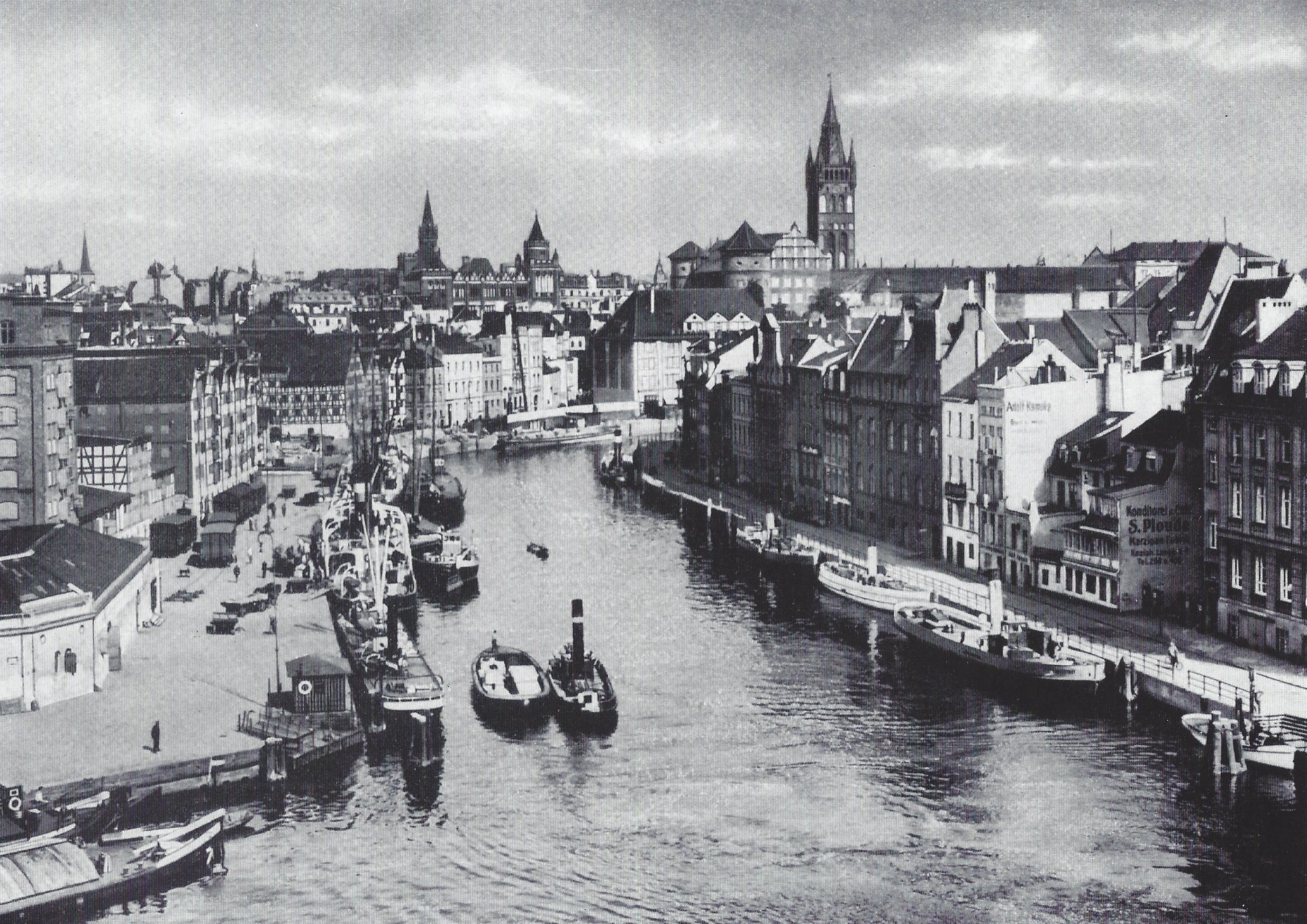
A Prégel Hundegatt nevű ága – balra a Lastadie raktárnegyed, jobbra Kneiphof szigete, háttérben a Kastély tornya
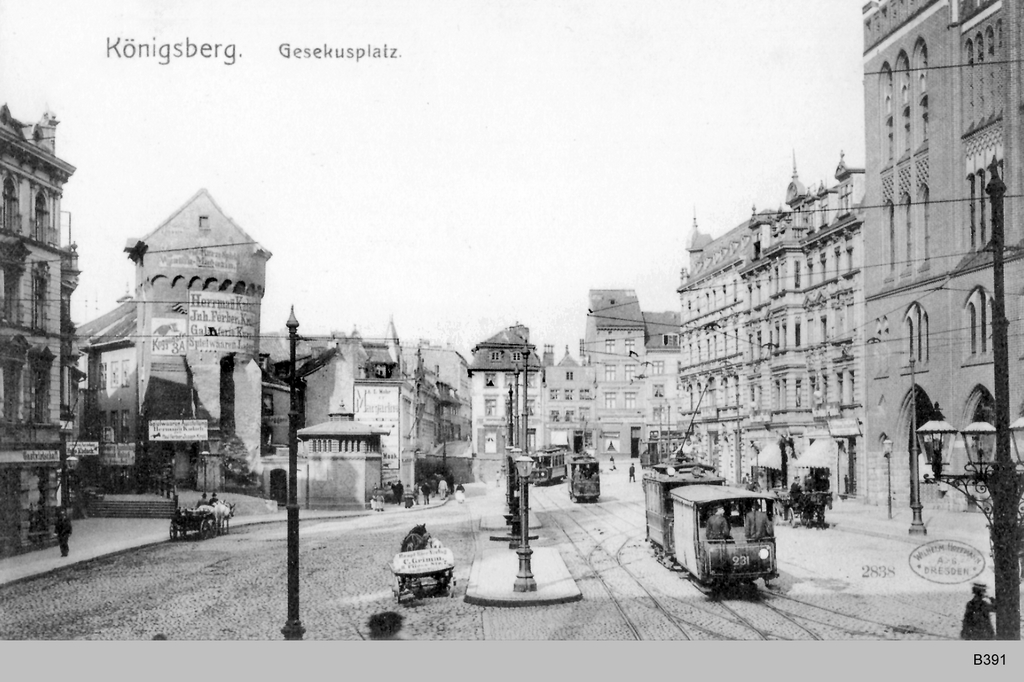
A Kastély melletti Gesekusplatz
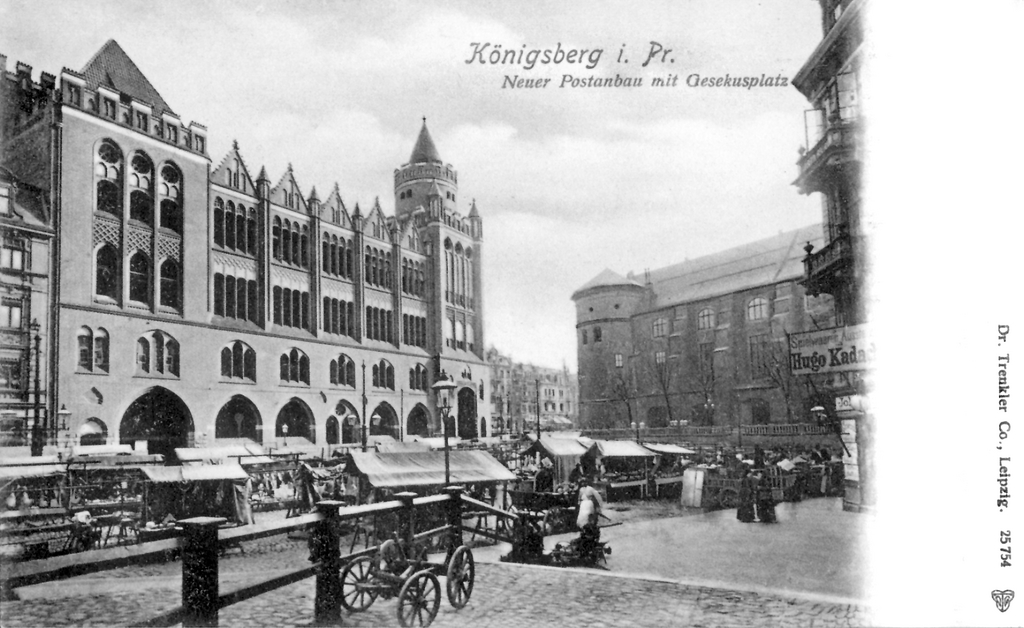
A Főposta
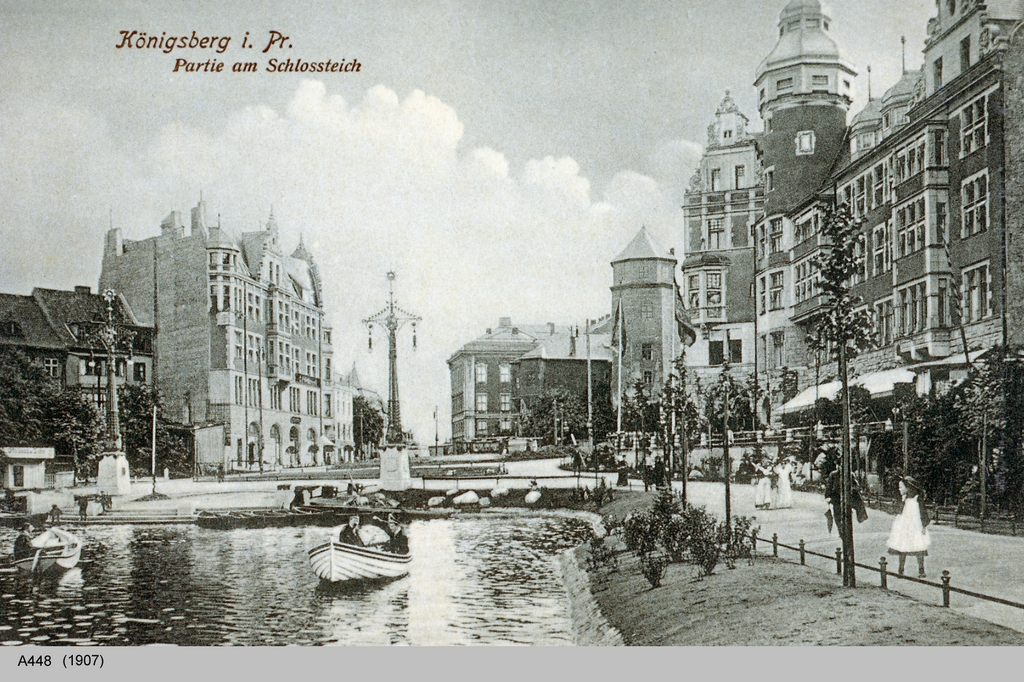
A Kastély-tó
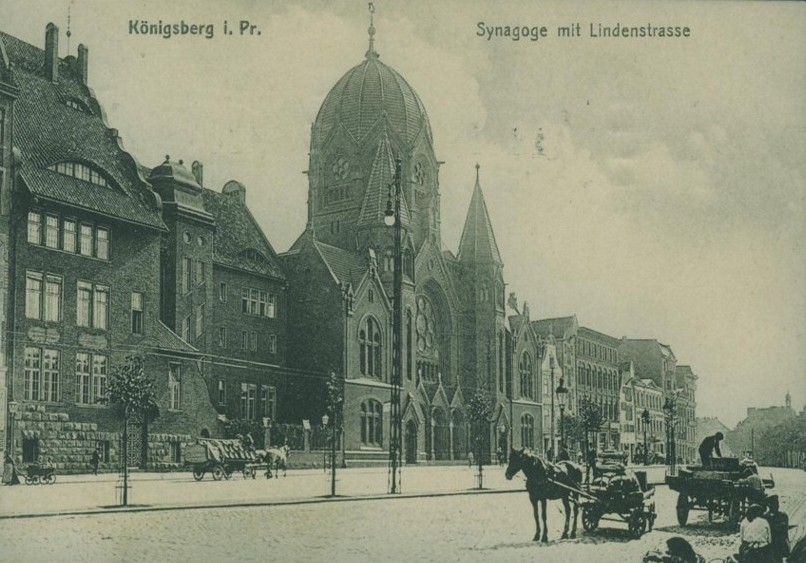
A königsbergi Új zsinagóga
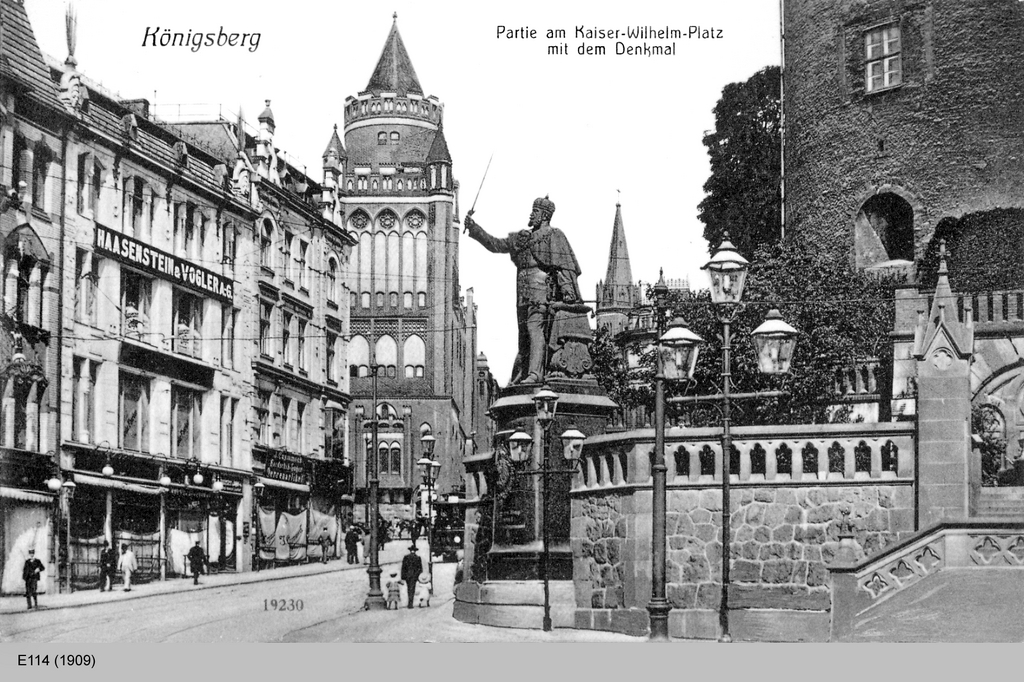
Vilmos császár emlékműve a Főpostával (balra) és a Kastéllyal (jobbra)

## Képek Kalinyingrádról

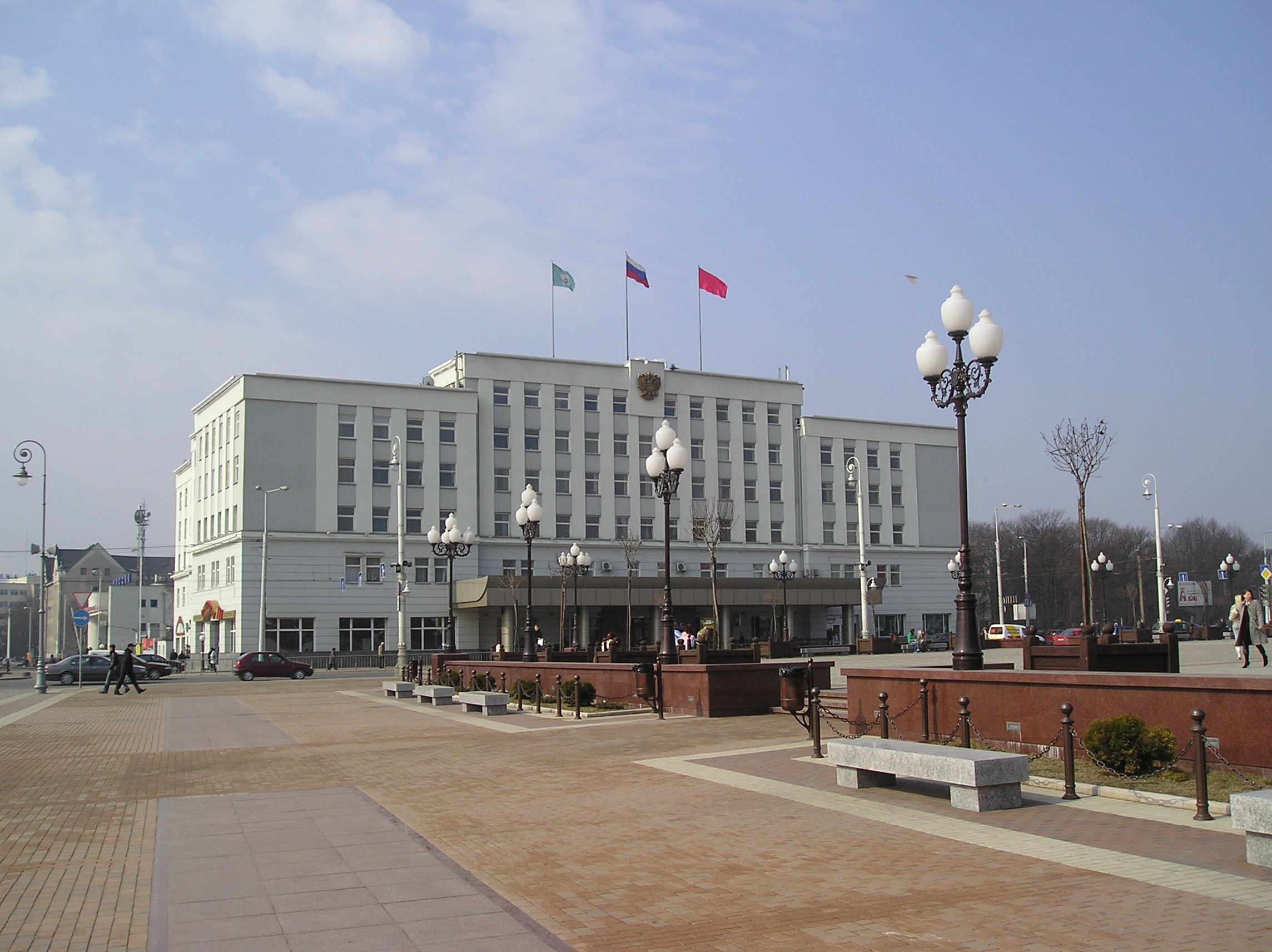
A kalinyingrádi városháza a Győzelem terén
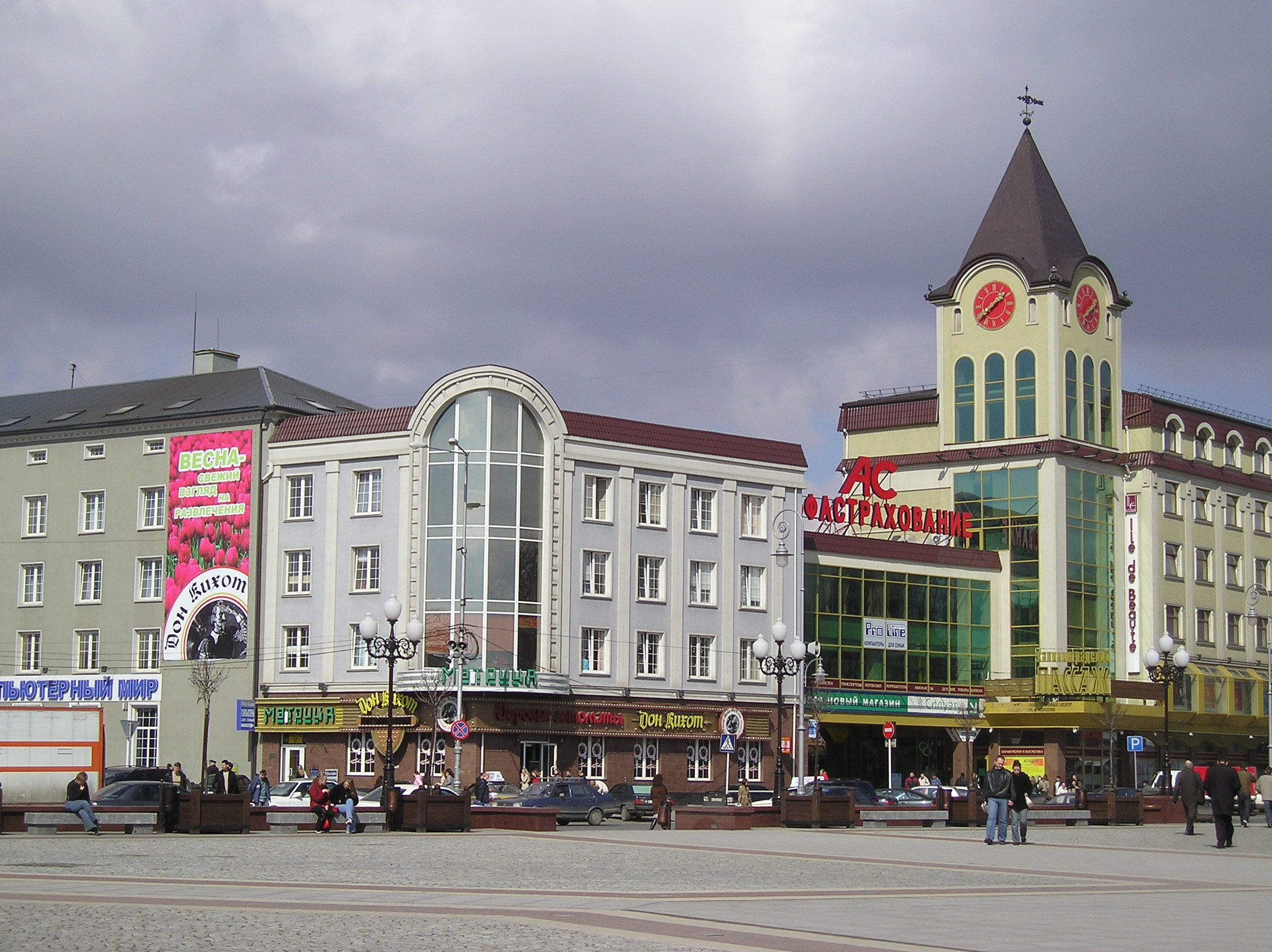
Üzletközpont a Győzelem terén
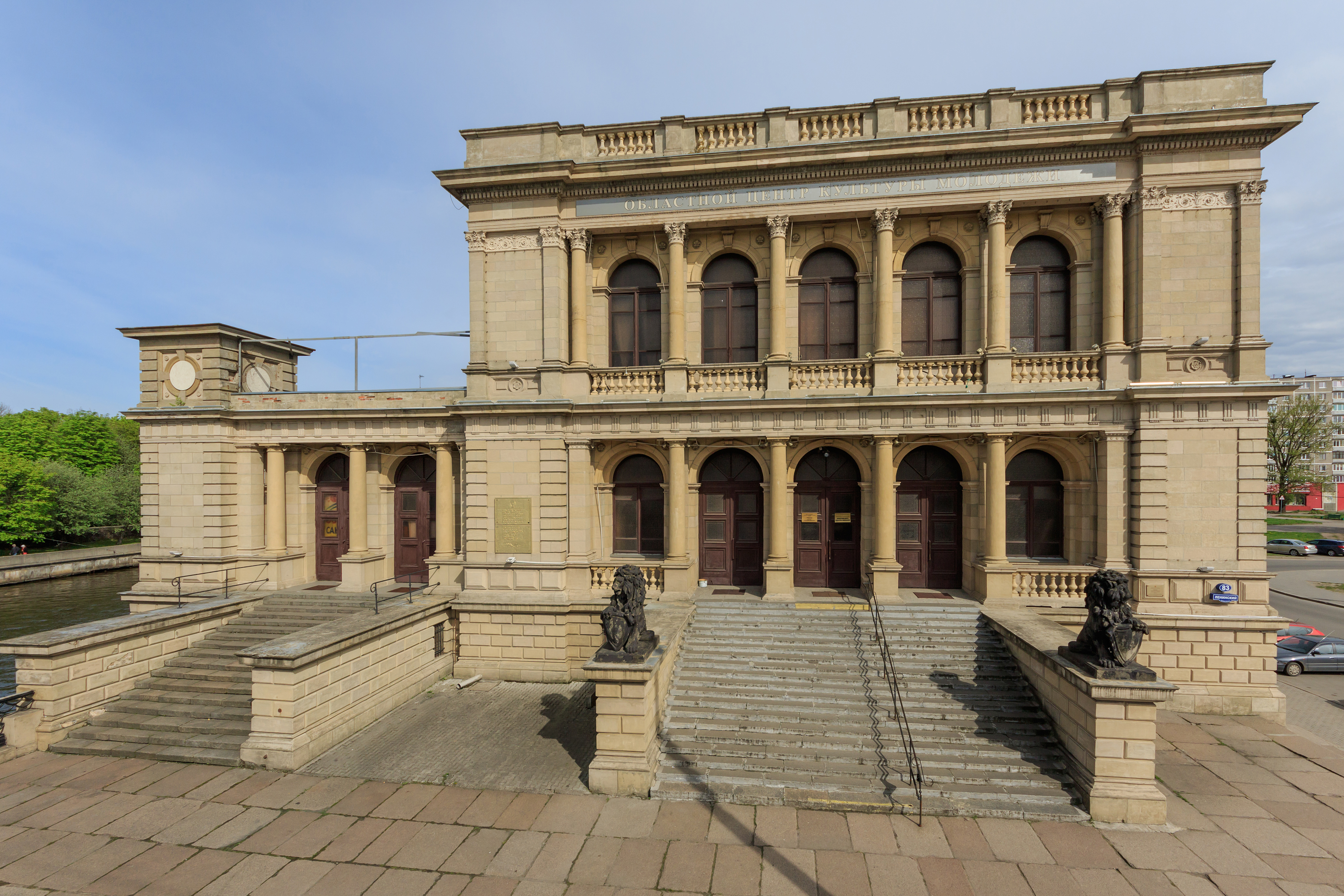
A tengerészek kultúrpalotája (eredetileg a helyi tőzsde épülete volt)
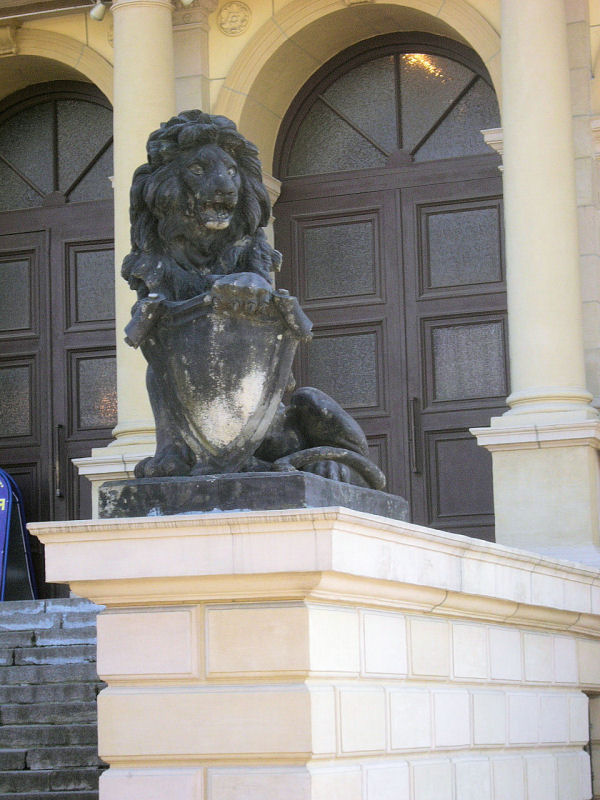
Oroszlánszobor a volt tőzsde épülete előtt
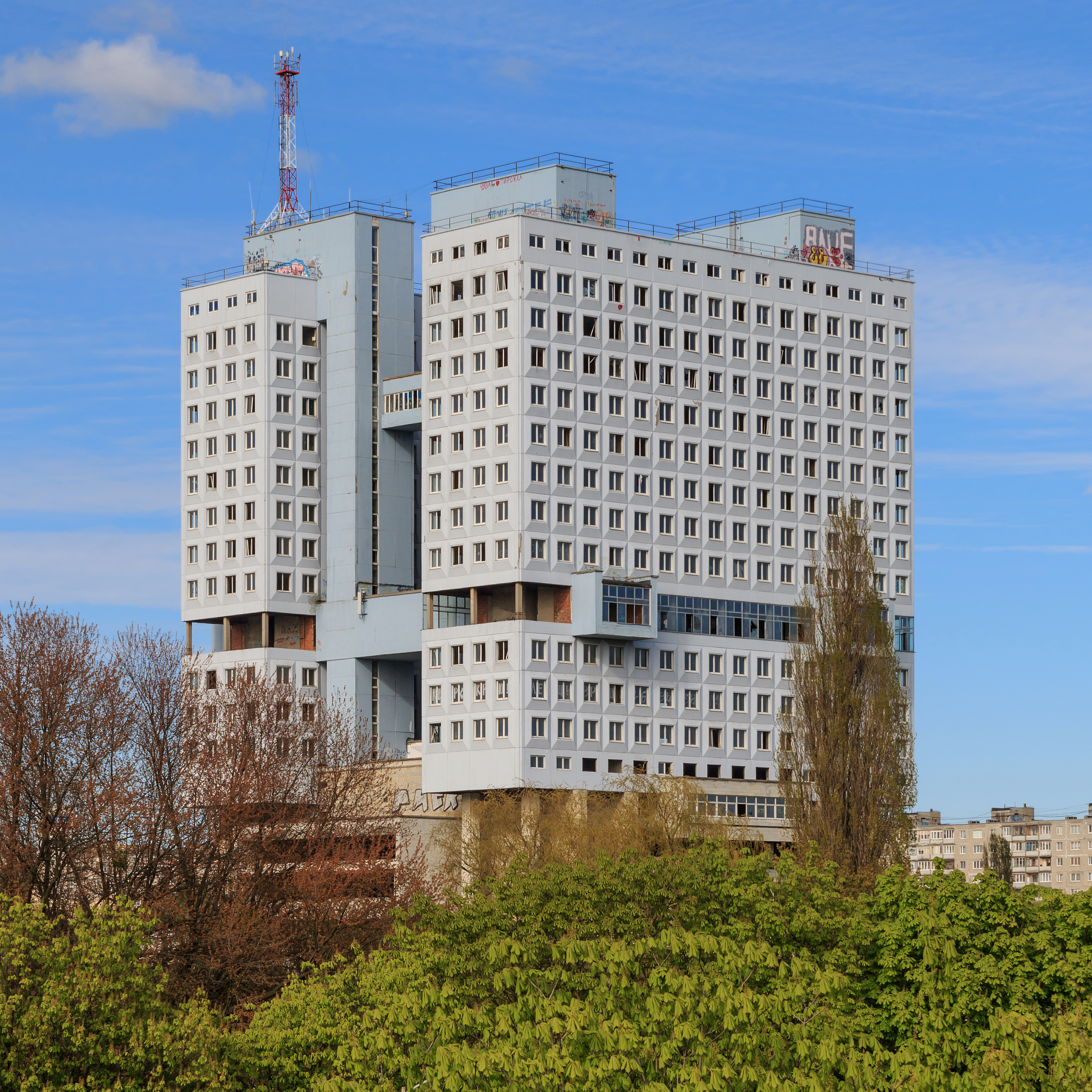
A Szovjetek Háza (1970-2024)
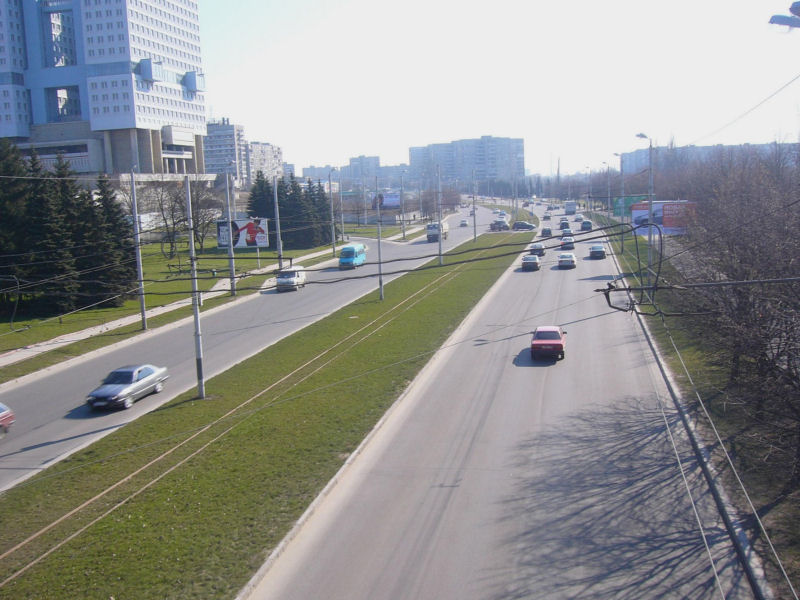
A Moszkvai sugárút a Szovjetek Háza mellett
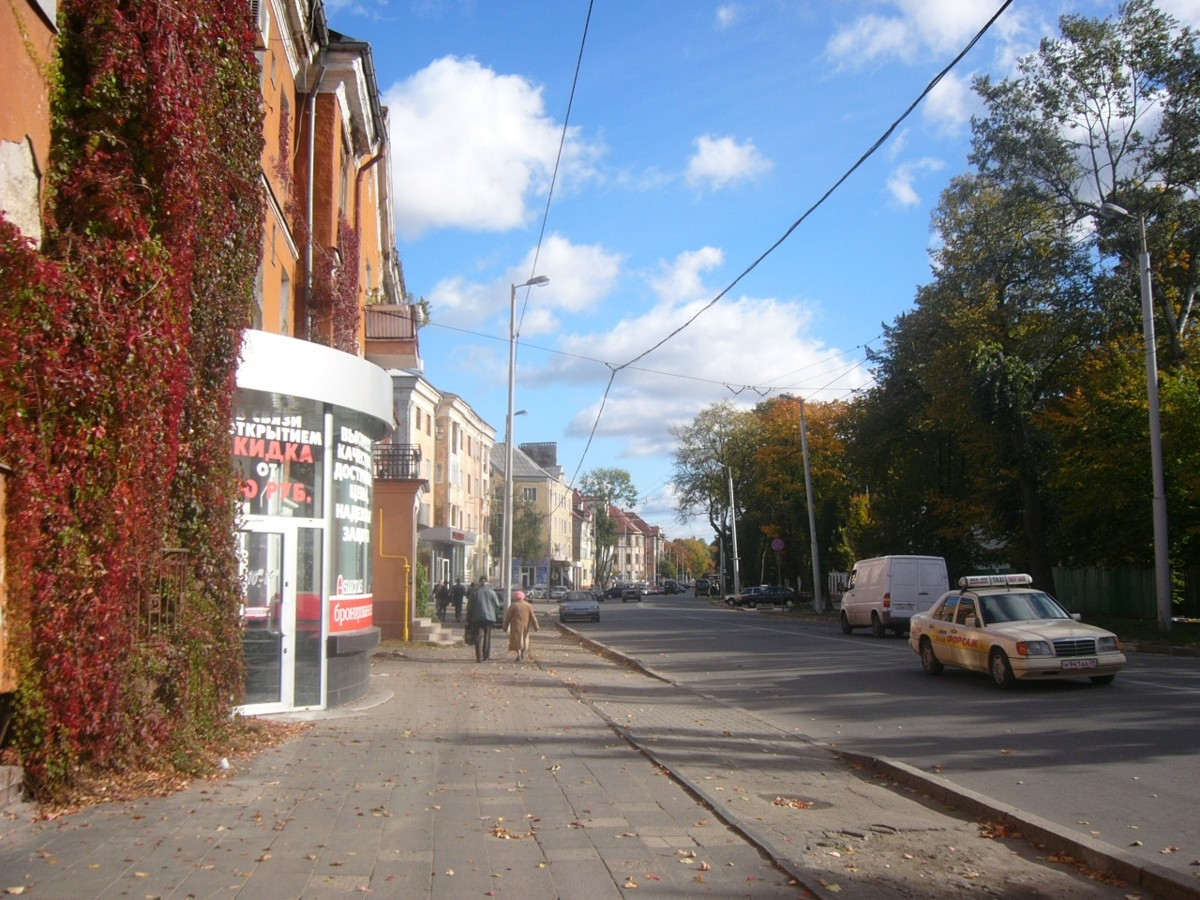
A Béke sugárút
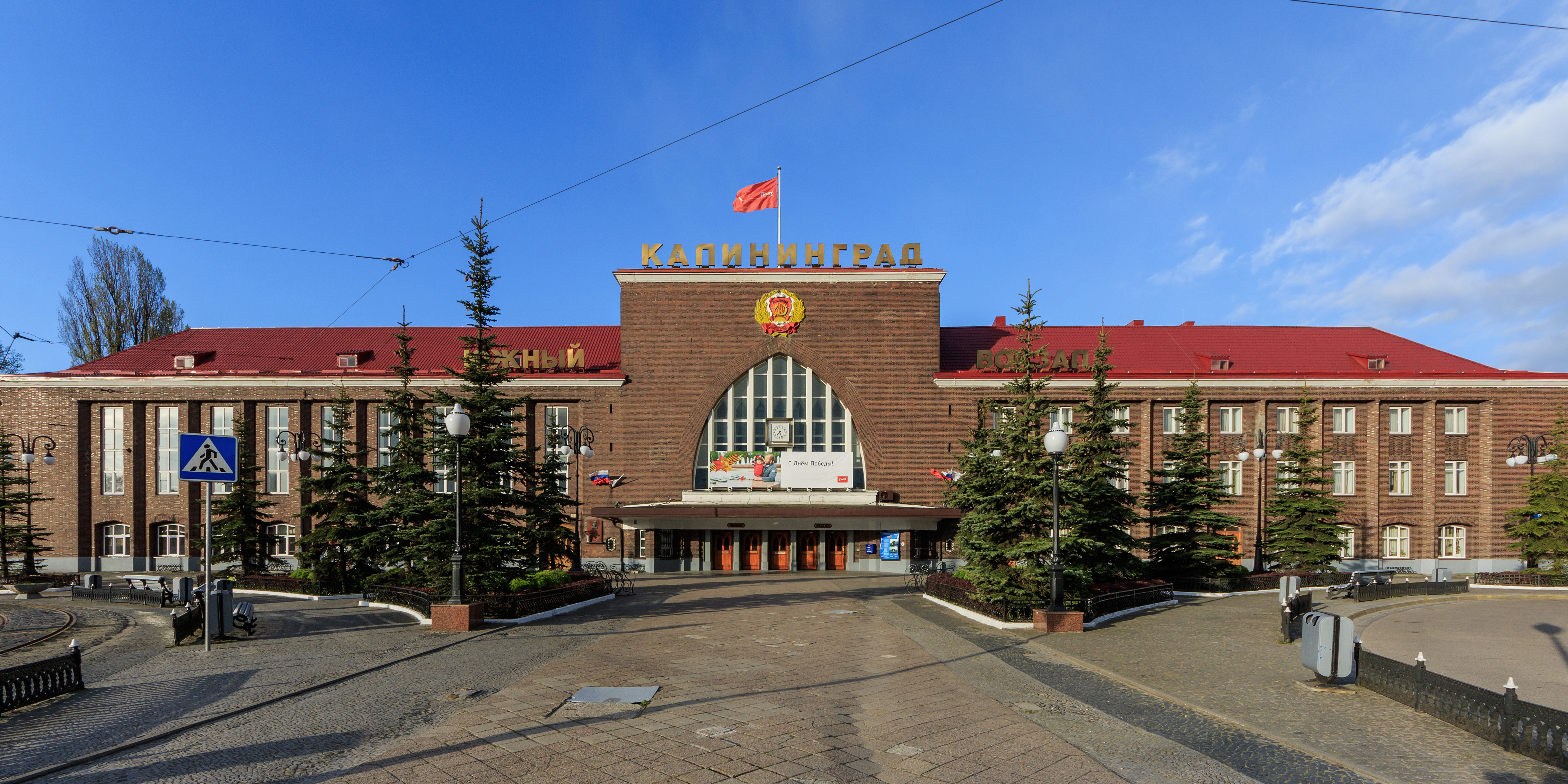
A Déli pályaudvar
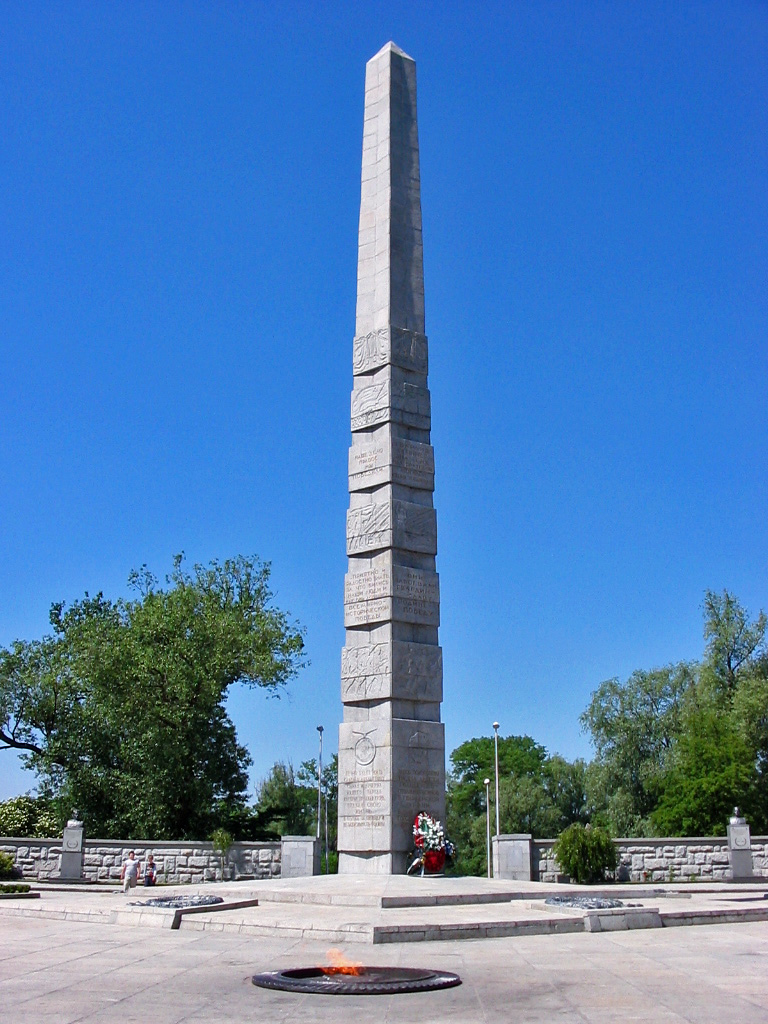
Az 1200 szovjet gárdista emlékműve
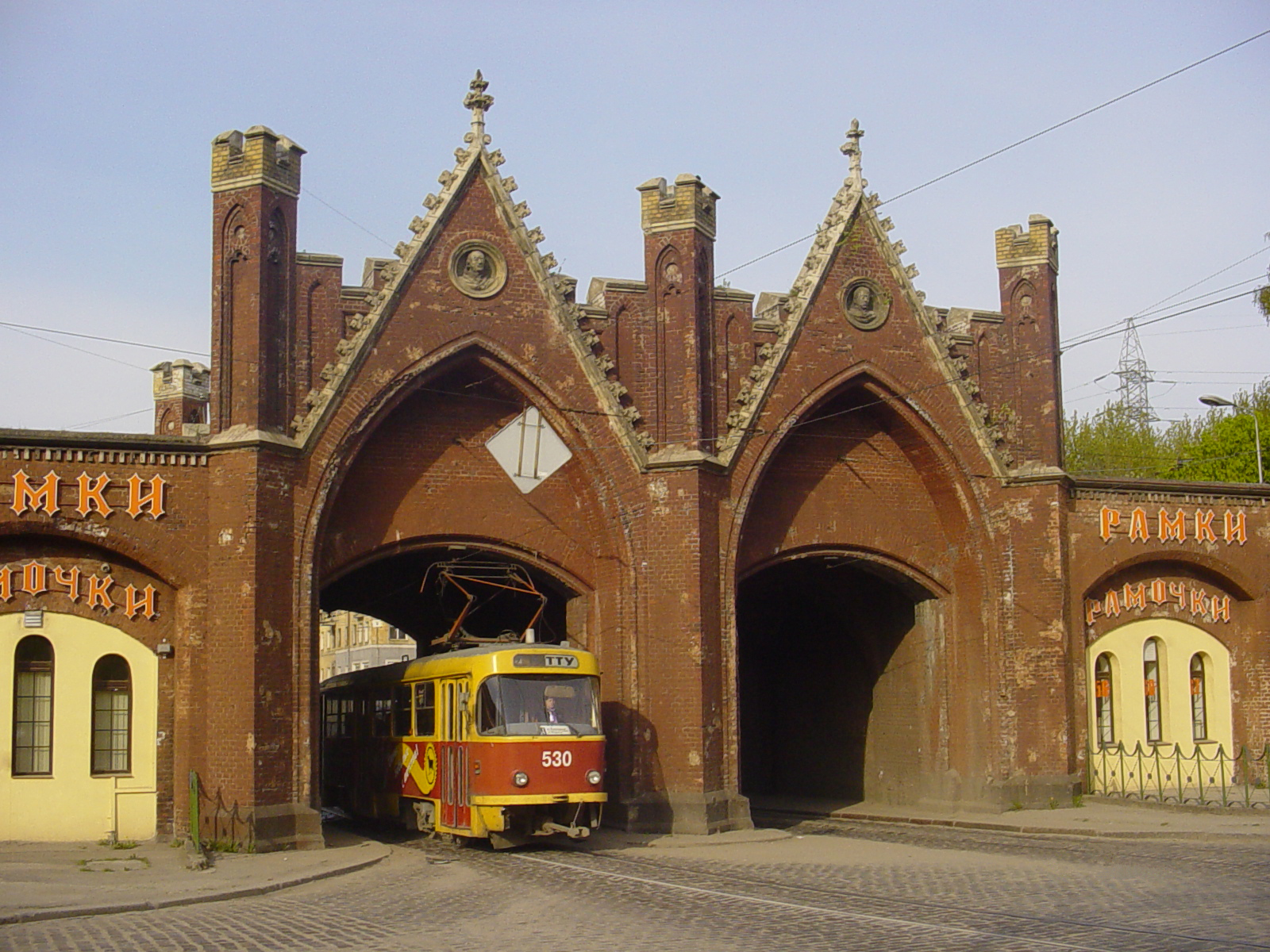
Tatra T3-as villamos halad a Brandenburgi kapu alatt

## Testvértelepülések
- Gdańsk, Lengyelország
- Kiel, Németország
- Groningen, Hollandia

## Híres emberek Königsbergből, illetve Kalinyingrádból
Születési évszám szerint:
- Regiomontanus (1436–1476) matematikus
- Brandenburgi Katalin (1604–1644) erdélyi kormányzó
- Christian Goldbach (1690–1764), matematikus
- Leonhard Euler (1707–1783), matematikus
- Immanuel Kant (1724–1804), filozófus
- Ernst Theodor Amadeus Hoffmann (1776–1822), író
- Gotthilf Heinrich Ludwig Hagen (1797–1884), fizikus
- Fanny Lewald (1811–1889), feminista és író
- Gustav Robert Kirchhoff (1824–1887), fizikus
- Karl Rudolf König (1832–1901), fizikus
- Otto Wallach (1847–1931), kémikus
- David Hilbert (1862-1943, Wehlau), matematikus
- Erich von Drygalski (1865–1949), felfedező
- Arnold Sommerfeld (1868–1951), fizikus
- Agnes Miegel (1879–1964), író
- Fritz Rumey (1891–1918) első világháborús német pilóta
- Lea Rabin (1928–2000), író, Jichák Rabin felesége
- Alekszej Leonov, űrhajós (1934–2019), az első űrséta a nevéhez fűződik
- Heinrich August Winkler (1938–), történész
- Ljudmila Alekszandrovna Putyina (1958–), Vlagyimir Putyin orosz elnök volt felesége

## Lásd még
- Königsbergi hidak problémája
- Königsbergi Kastély